# Sziszek
Sziszek (horvátul Sisak, latinul Siscia, németül Sisseg) város Horvátországban, Sziszek-Monoszló megye székhelye. A Sziszeki egyházmegye püspöki székvárosa.

## Fekvése
Zágrábtól légvonalban 48, közúton 59 km-re délkeletre a Száva, a Kulpa és az Odra folyók találkozásánál, a Pannon síkság egy termékeny, de gyakran mocsaras területén fekszik. A város története folyamán a Kulpa bal partján fejlődött ki, de mára már a folyó jobb partjára is terjeszkedett. Fejlődéséhez nagyban hozzájárult, hogy a Száva és a Kulpa is Sziszekig hajózható és ez elősegítette a gazdaság és a kereskedelem fejlődését.

## Nevének eredete
Neve a kelta seg-sga (= sás, nád) szóból ered, ebből lett Segestica név, innen vette át a latin Siscia alakban. A kora középkorban „Siscium”, majd a különböző térképeken és okiratokban Sissek, Sziszek, Sciteck, Zysek, Sziscium, Scytzyc, Zitech, Scyteck névváltozatokban találjuk. Végül a magyarban a „Sziszek”, a horvátban a „Sisak” (Sziszak) alak honosodott meg.

## Története

### Sziszek ókori története
A Kr. e. 4. században a „segestani” törzshöz tartozó kelták törtek be az addig illírek lakta területre és a mai város helyén, a Kulpa jobb partján megalapították településüket, melyet „Segesticának" neveztek. Segestica abban az időben a Pannon síkság nyugati részének legnagyobb városa volt.

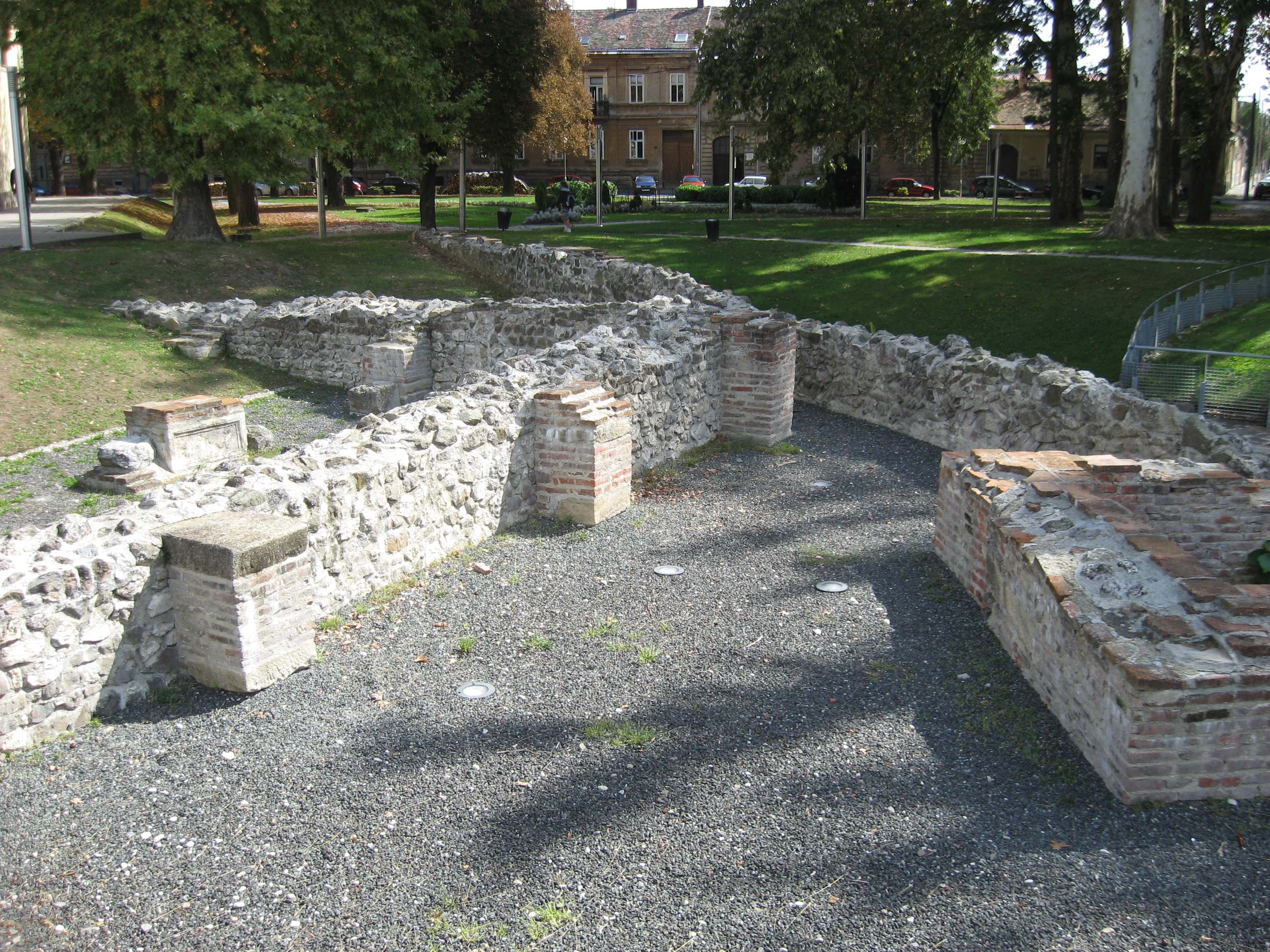
Római romok a belvárosban

I. e. 156-ban a rómaiak megostromolták Siscia városát a szkordiszkuszok és az ekkortájt szkordiszkusz szövetségben lévő pannonok elleni háborújukban. Elfoglalni azonban csak Octavianusnak sikerült a várost az i. e. 35 és 33 között a kelet-alpesi japodok elleni hadjáratában.  A mintegy 12 ezer főnyi római sereg egy hónapi ostrom után vonult be a városba, majd a kelta várossal átellenben,  Kulpa bal partján katonai tábort létesített, melyet Sisciának nevezett el. Kedvező fekvése miatt a településen gyorsan fejlődött a kézművesség és a kereskedelem. 
Egy idő után várossá fejlődött és Vespasianus uralkodása alatt „colonia rangot kapott.
Siscia Pannónia egyik legfontosabb városa, 297-től Pannonia Savia tartomány székhelye volt. A város a 3. századtól püspökség székhelye. Első püspöke volt 284 és 303 között a Sabariában kivégzett Szent Kvirin, aki később a város védőszentje lett. A város gazdasági jelentőségét jelzi, hogy a 3. század közepétől pénzt is vertek itt, mely az egész birodalom területén használatban volt. A városnak fürdője, színháza, amfiteátruma volt. A 20. század végén és a 21. század elején végzett régészeti feltárások során láthatóvá váltak a római városfalak egyes részei, különösen az északi és a déli oldalon. Előkerült számos épület maradványai is. A városi múzeumban és magángyűjteményekben számos római pénzérme, tégla, cseréptöredék és használati tárgy található.
A római uralom I. Theodosius alatt indult hanyatlásnak a városban, ennek jele, hogy 387-ben a városban megszűnt a pénzverde. 401-ben pedig már a gót I. Alarich nyugati gót király vonult át a Száva völgyén Itália elleni hadjáratában, akit a vandál Stilicho csak pannóniai területek átengedése árán tudott visszavonulásra bírni. A rómaiak távozása után a város teljesen elpusztult.

### Sziszek a középkorban

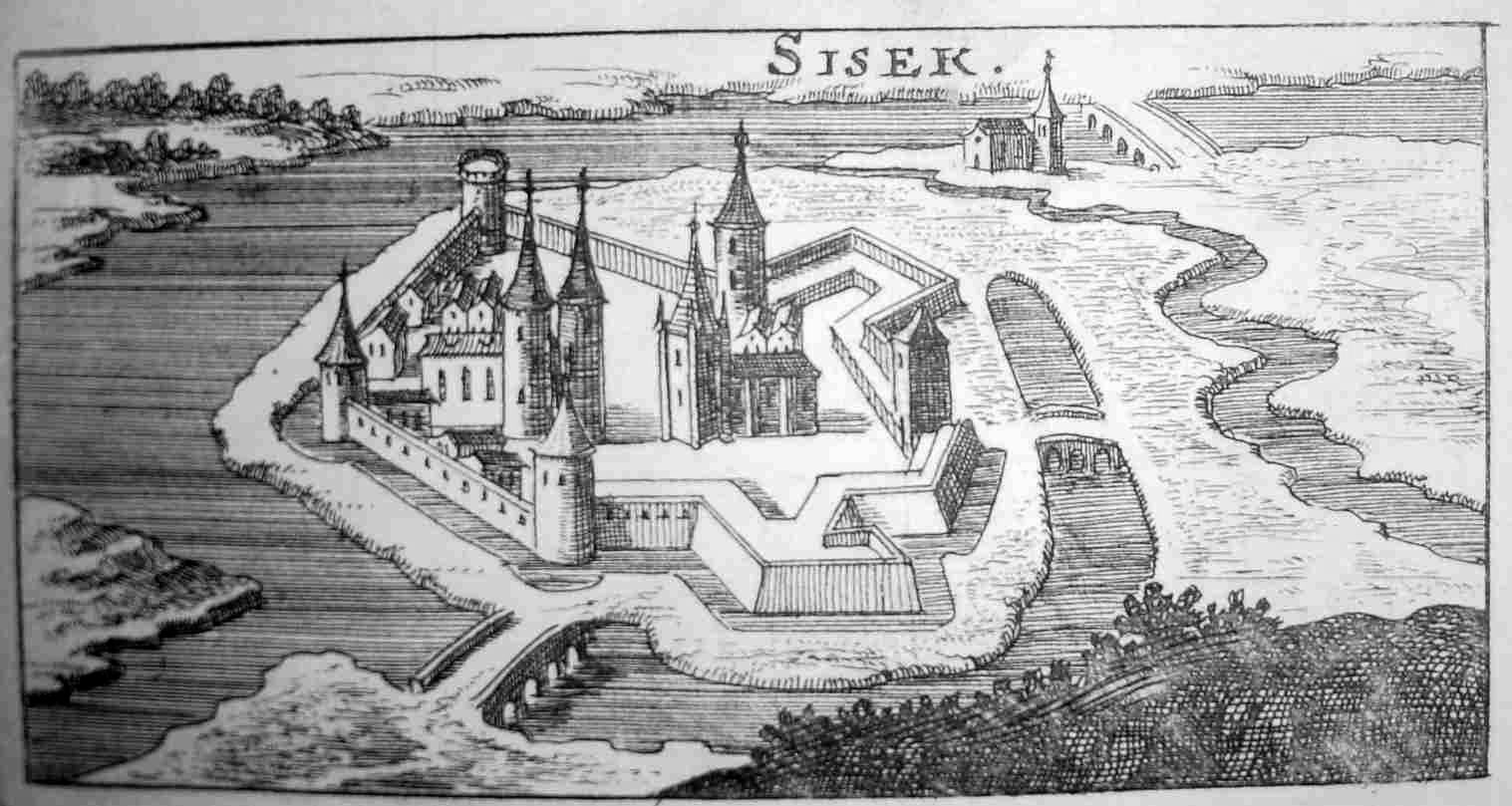
Sziszek vára 17. században.

A szlávok a 7. században érkeztek erre a vidékre. 810-ben itt rendezte be székhelyét az első szlavón herceg Ljudevit Posavski („Liudewit"), aki 819 és 822 között háborút vívott a frankokkal. A pannóniai horvát hercegség bukása után Sziszek a Dráva és a Száva folyók közötti területtel együtt előbb a frankok, majd a 10. század elején az újonnan  megalapított Horvát Királyság uralma alá került, mely tényt a spliti zsinat okirata is megerősíti. Sziszek a 11. század végétől magyar-horvát királyok uralma alatt volt. 1097-ben a Petrova gora hegységben vívott csatában győzte le Könyves Kálmán serege Svačić Pétert az utolsó horvát királyt, majd a Kálmán király és a horvát nemesség közötti megállapodás a „Pacta conventa” értelmében a Magyar Királyság része lett.
Nem tudjuk pontosan, hogy a sziszeki püspökséget mikor alapították újra, de horvát történészek feltételezik, hogy ez már a 10. században megtörtént. Ennek ellentmond, hogy 1094-ben a zágrábi püspökség Szent László általi alapításakor Sziszek a püspökség birtoka lett, mely 1215-ben a zágrábi káptalannak adta. IV. Béla uralkodása idején Sziszek már önálló igazgatással és bírósággal rendelkező városként a vármegye kereskedelmi és társadalmi központja volt. Elöljáróját a káptalan minden évben a Lovrijenčevon választotta. 1332-ben Zitech néven említik.

### Sziszek a török háborúk idején
Sziszek várát 1544 és 1550 között építtette a zágrábi káptalan a Száva és a Kupa folyók által övezett mocsaras területen. Ellenállt Deli (Telli) Hasszán boszniai pasa 1591-es és 1592-es ostromának is. 1593-ban Hasszán pasa újra megkísérelte elfoglalni a várat, de a felmentő horvát-osztrák-szlovén seregtől június 22-én súlyos vereséget szenvedett, maga Hasszán is elesett a harcban. Ez az eseménysorozat robbantotta ki a tizenöt éves háborút. 1593 július végén, Szinán pasa nagyvezír vezetésével indult útjára a portai és az európai oszmán haderő és augusztus 24-én rohammal bevette a várat. 

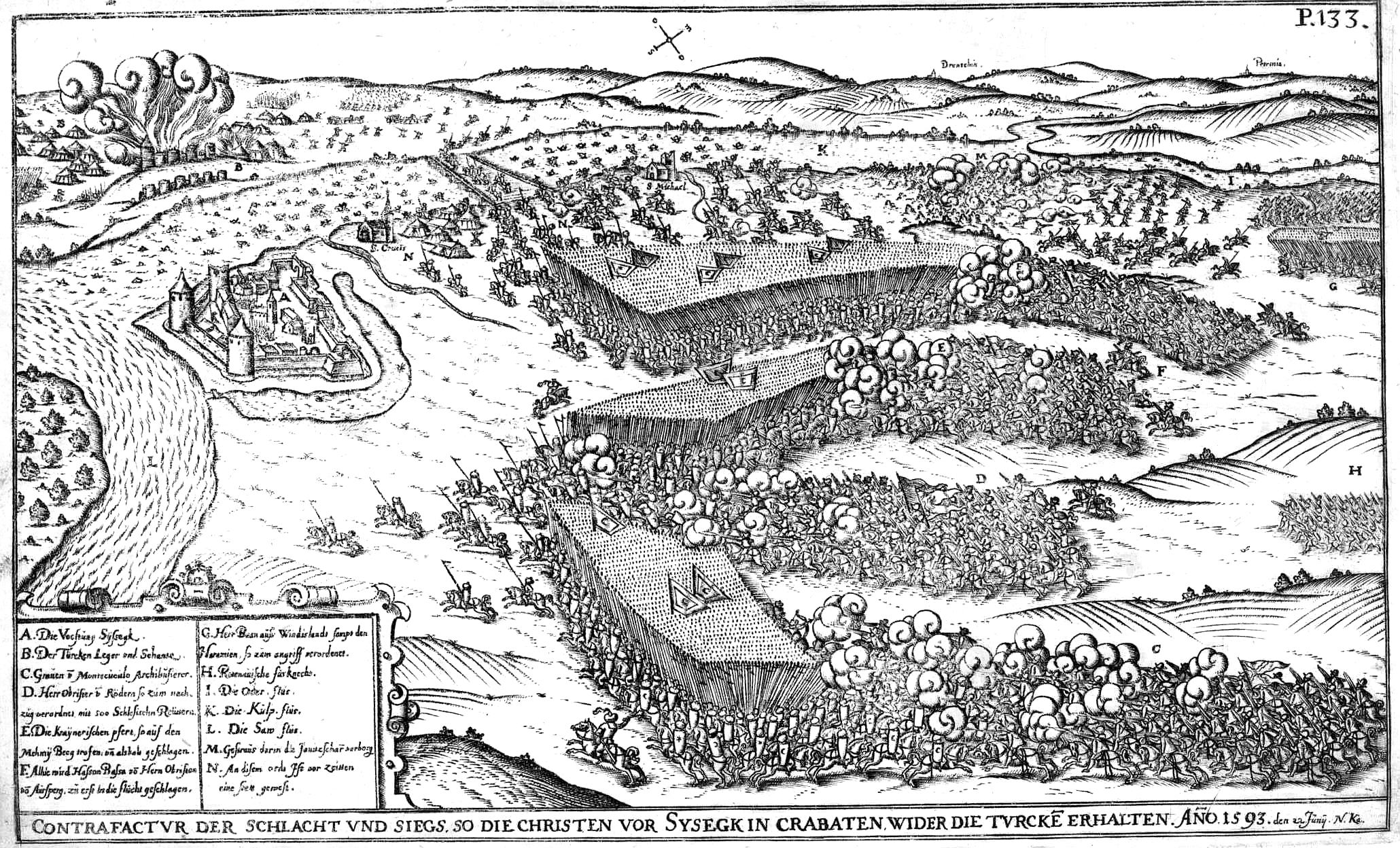
A sziszeki csata 1593. június 22-én.

### Városi fejlődés a 18. és 19. században
A város a török kiűzése után is fontos kikötő és kereskedelmi központ maradt. Újra megnyíltak a kereskedelmi utak és fontos szerepe volt a kikötőnek is. A várost a Kulpa két részre osztotta és mivel a két rész között nem sok kapcsolat volt, külön fejlődött. A folyó bal partján alakult ki a polgárváros (Stari Sisak, Ó-Sziszek), mely mindig a káptalanhoz tartozott, míg a folyó jobb oldalán a katonaváros (Novi Sisak, Új-Sziszek, vagy Prečki Sisak), mely a katonai határőrvidék parancsnoksága alatt volt. Ez a megosztottság 1874-ig a katonai közigazgatás megszüntetéséig tartott. A korszak elején Sziszek kis település volt, melynek lakói közel a folyóhoz, fából épített, tipikusan kulpamenti házakban laktak. A kikötő és a halászat miatt a fő megélhetési forrást a folyó adta. A vár után épített első kőépület a Szent Kereszt plébániatemplom volt, mely arra a helyre épült, ahol egykor a római város fóruma volt.
1838. október 29-én a város vásártartási jogot kapott, saját statutummal, pecséttel és címerrel rendelkezett. a 19. században alakult ki a város szerkezete, melynek terveit még 1828-ban alkotta meg Ivan Fistrović építész. Ennek alapját négy, észak-déli irányú utca képezte, melyeket tekintet nélkül hivatalos neveikre a helyiek Első, Második, Harmadik és Negyedik utcának neveztek el. Ezeket azután kisebb mellékutcákkal kötötték össze. A Kulpa partján gabonaraktárak és más kereskedelmi épületek létesültek, melyek a város mai képét is meghatározzák. Miután kialakult a város szerkezete elkezdték építeni a tehetős kereskedőcsaládok palotáit. Növekedett a vendéglátóhelyek száma is, ekkor épültek a város patinás kiskocsmái, borozói, vendéglői. A vasútállomás közelében megnyílt a „Toplak” szálloda, a kikötőnél pedig a „Lloyd” nevű betérő. a katonavárosban létesült az Ausztria császárához címzett szálloda. A város a horvát kultúrának is fontos központja. 1839-ben itt adták elő az első horvát što dialektusban megírt színművet Ivan Kukuljević Sakcinski Juraj és Sofija, avagy A török Sziszek alatt című művét.
Az első fahidat 1862-ben építették a Kulpán, majd amikor a túlzott terhelést már nem bírta 
1934-ben kőből és téglából építettek hidat a helyére, mely mára a város egyik szimbóluma lett. 1871-ben a határőrvidék megszűnésével egyesült a város addigi két, különálló része. 1874-ben szabad királyi város lett. Első polgármestere a kiváló kereskedő Franjo Lovrić lett, aki 25 éves polgármestersége alatt a város legkedveltebb személyisége lett. Az ő idejében alakult ki a mai városközpont, ekkor létesültek a városi parkok, köztük a legrégibb az 1876-ban létesített Vladimir Nadzor sétány, majd az 1885-ben kialakított Ljudevit Posavski téri park. A vasútállomáson kiállított régi gőzmozdony az 1862. október 1-jén megindult vasúti forgalomra emlékeztet, mely ugyancsak sokat lendített a város fejlődésén.

### Az ipari fejlődés a 20. században
1910-ben a városnak 7881 lakosából 6008 horvát, 567 magyar, 545 szerb, 296 szlovén, 261 német és 123 cseh volt. A trianoni békeszerződésig Zágráb vármegyéhez tartozott.
A vasutak Magyarország irányába irányuló fejlesztésével Sziszek kimaradt a vasúti fővonalakból, amely egyrészt a kereskedelem gyengüléséhez, másrészt az ipar megerősödéséhez vezetett. Az I. világháborút követően felépülő ipari létesítmények a városközponton kívül, különösen Capragon épültek, ahol előbb a Shell üzeme és a vasfeldolgozó üzem, majd körülöttük gyorsan fejlődtek ki a városkörnyéki települések. 
A II. világháború sem kerülte el a várost. 1941. június 22-én itt alakult meg az akkori Jugoszlávia területén az első partizán osztag. 1941 áprilisának első éjszakáján lerombolták Karađorđević Péter király emlékművét, mellyel a helyi kommunistákat és az usztasákat gyanúsították meg. A háború alatt a városban gyermektábor működött, ahol az embertelen körülmények, az elégtelen élelem és víz, valamint az orvosi ellátás hiánya miatt sok gyermek halt meg. A helyi lakosság az usztasa hatalom ellenére juttatott be a táborba élelmet, tejet és vizet. A háború vége előtt Sziszeket, különösen a külső kerületeket, a vasutat és az ipari üzemeket szövetséges bombatámadás érte, melynek következtében a helyi ipar teljesen megsemmisült. A németek visszavonulásuk során a Kulpa hídját is felrobbantották. A háború után a város gyors fejlődésnek indult, vaskohászati üzem, olajfinomító, vegyiüzem, textilgyár épült. Fejlődött az élelmiszeripar és a faipar. Továbbra is nagy jelentőségű volt a kikötő.

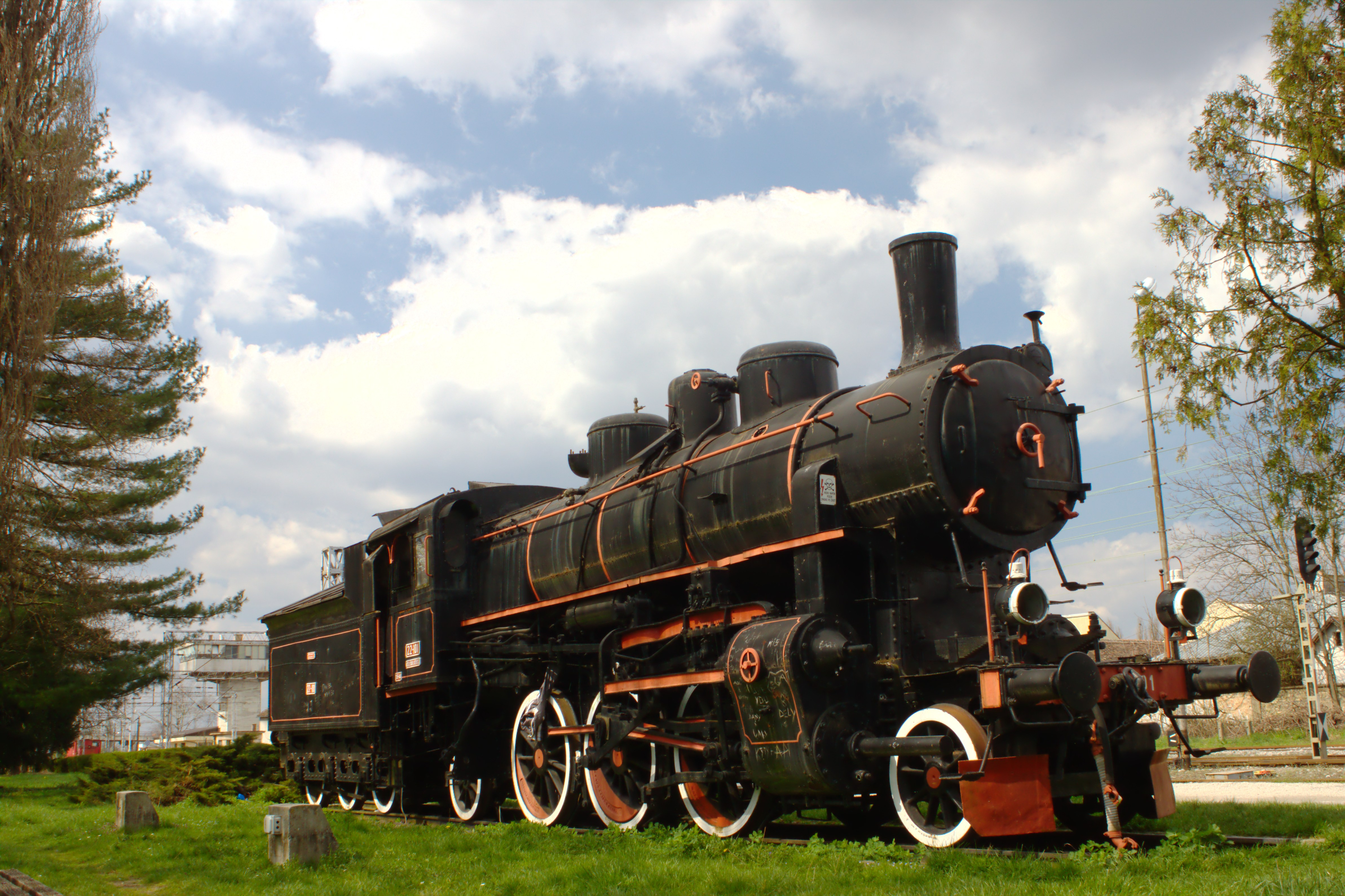
Régi gőzmozdony a vasútállomáson

A délszláv háború idején a város ipari létesítményeit, különösen az olajfinomítót újabb támadások érték. A lakóházakat és a templomokat ért csapásokban sok horvát polgári lakos is áldozatul esett. A város védelmének gerincét a horvát hadsereg „Gromovi” nevű 2. gárda dandárjának egységei képezték. Az innen 10 km-re fekvő Petrinya a szerb erők kezén volt, így Sziszek védői az egész háború alatt állandó fenyegetettségben éltek, de a város horvát kézen maradt. A háború utáni időszakban a nehézipar túlzott jelenléte miatt nem volt könnyű az átállás az új gazdasági szerkezetre, sokan maradtak munka nélkül. Különösen így volt ez a vasmű esetében, melyet többször is próbáltak megmenteni, de végül az nem sikerült. A városnak 2011-ben 33 322 lakosa volt.
2020. december 28-án komoly, a Richter-skála szerint 5,2 magnitúdójú földrengés rázta meg Sziszeket és a közeli Petrinyát, komoly károkat okozva mindkét városban. A következő nap, december 29-én bekövetkezett utórengés erejét tekintve meghaladta az előzőt, s már 6,3 magnitúdójú volt. Bár Petrinyával ellentétben nem rongálódtak meg Sziszeken komolyabban az épületek és nem sérült meg senki. Előbbi városban 7-en meghaltak és a város fele is romba dőlt.

## Közigazgatás
A város képviselőtestülete a városi tanács és a helyi önkormányzati testület, mely a törvényekkel és a városi statutummal összhangban hozza meg rendelkezéseit. A városi tanács 25 tagot számlál és amelyben jelenleg az SDP, HNS, HSU és HSP alkotta „Hrabrost za promjene" koalíció van többségben 14 taggal. Mellettük 11 tanácstaggal rendelkezik a „Za sigurno sutra" nevű koalíció, melyet a HDZ, HSP AS, HSS, HSLS, SP és BUZ pártok képviselői alkotnak. A polgármesternek két helyettese van. Sziszek polgármestere Kristina Ikić Baniček (SDP), akit 2013. június 2-án a második körben választottak meg a HDZ jelöltjével Dinko Pintarić-csal szemben. Helyettesei Vlado Andučić (HNS) és Marko Krička (SDP). A város területe öt kerületre és 32 helyi választmányra oszlik.
Sziszek városi közössége 32 településből áll: Blinjski Kut, Budaševo, Bukovsko, Crnac, Čigoč, Donje Komarevo, Gornje Komarevo, Greda, Gušće, Hrastelnica, Jazvenik, Klobučak, Kratečko, Letovanci, Lonja, Lukavec Posavski, Madžari, Mužilovčica, Novo Pračno, Novo Selo, Novo Selo Palanječko, Odra Sisačka, Palanjek, Prelošćica, Sela, Sisak, Stara Drenčina, Staro Pračno, Staro Selo, Stupno, Suvoj, Topolovac, Veliko Svinjičko, Vurot és Žabno.

## Gazdaság
Sziszek gazdasági fejlődésében az ipar játszik kiemelkedő szerepet. Itt található Horvátország egyik legnagyobb kőolajfinomítója az „INA d.d. – Rafinerija nafte Sisak”. A függetlenségi háborúban a környező falvak lakosságából felbujtott szerbek partizánakcióival jelentős károkat okoztak benne. A helyreállítás azóta megtörtént, sőt egyre bővül a finomítóban előállított termékek palettája. Mellette meg kell még említeni az egykori vasművet, mely később „CMC Sisak d.o.o.” névvel működött és a többi ipari létesítményt. 

### Nagyüzemek
A kőolajfinomító a Caprag nevű városrészen, a Kulpa jobb partján, a folyó szávai torkolatának közelében található. Ma az INA olajipari társaság tulajdonában van és évente mintegy két millió tonna kőolajat dolgoz fel. Az üzem a város igen kedvező geostratégiai helyzetét használja ki, melyet megfelelő közúti és vasúti a szállítási útvonalak megléte, a hajózható folyók és az olajvezetékek biztosítanak. A 21. század első éveiben a város és a kőolajfinomító között zajlott környezetvédelmi tárgyalások eredményeként jelentősen sikerült csökkenteni a környezetszennyezést.
A „Segestica d.o.o.” italüzemet 1918-ban alapították alkoholos és alkoholmentes italok gyártására a vasútállomás mellett és a kulpai kikötő közelében. 
A „Herbos d.d.” vegyiüzem inkább korábbi nevén, Radonjaként ismert. Az üzemet 1946-ban műtrágya és növényvédő szerek gyártására alapították. 1993-tól hívják Hebrosnak és 1998-tól építőanyag gyártással foglalkozik.
A Száva jobb partján, négy kilométerre a belvárostól, a Čret nevű városrészen található a „HEP Termoelektrana Sisak” hőerőmű. Az erőmű két blokkja nehézolaj és gáz felhasználásával összesen 420 megawatt elektromos energiát és technológiai gőzt állít elő. Első aggregátorát 1970-ben, a másodikat 1976-ban építették. 
A „Mlin i pekare d.o.o.” malmot és péküzemet 1967-ben még „1 maj Sisak” néven alapították. Kapacitása 30.000 tonna gabona. Gabonatárolói mellett liszt és finom pékáru gyártásával foglalkozik. A malom és silói a vasútállomás és a kikötő közelében találhatók. 
A „Dunavski Lloyd – Sisak d.o.o.” a legnagyobb horvát folyami hajózási cég, melynek központja a sziszeki kikötőben található. Egész Európa területén foglalkozik folyami áruszállítással.

### Vállalkozói övezetek
2005 végétől a város tulajdonában levő területen több vállalkozói és üzleti övezet működik abból a célból, hogy a helyi gazdasági fejlődést és a város vállalkozóinak megerősödését biztosítsa. Az övezetek a város Zágráb felőli kijáratánál, a városi elkerülő útnál és a város déli szélén találhatók és tervben van még két további övezet létesítése. A város látszólagos magas fokú iparosodása ellenére további lehetőségek mutatkoznak a további fejlesztésekre a munkanélküliség csökkentése érdekében.

### Turizmus
A 20. század végén és a 21. század elején Sziszeken a turizmus nagymértékű fejlődése ment végbe, mely különösen a mocsaras Lonja-mező természeti szépségeinek, a népi faépítészet ritkaságszámba menő remekeinek, a sziszeki várnak, a Kulpapart vonzerejének és a Siscia régészeti parknak köszönhető. A környező erdőknek köszönhetően fejlődött a vadászati turizmus is. A további fejlődés fő akadálya a szálláshelyek számának elégtelensége.

## Népesség

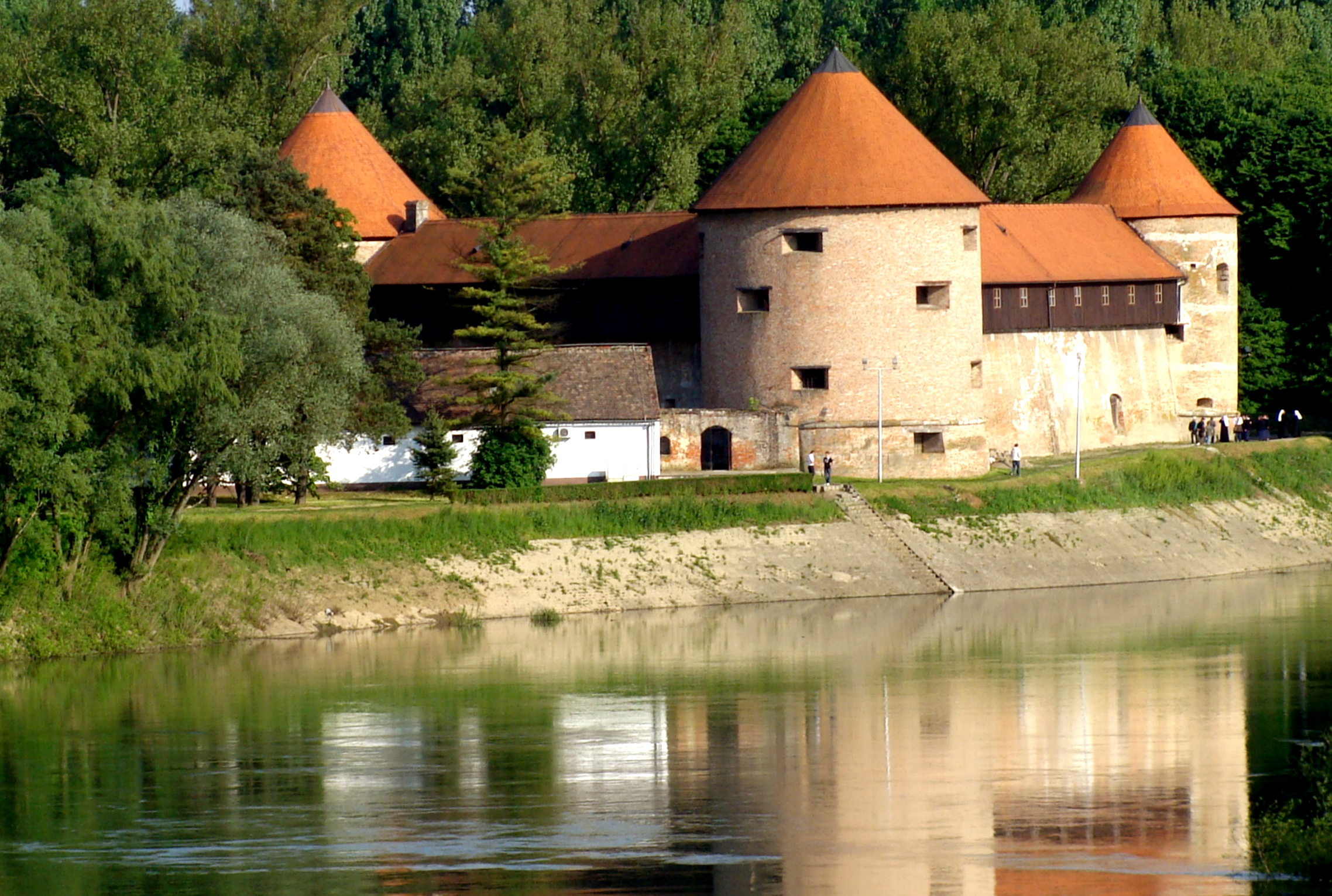
A vár látképe

| Lakosság változása | Lakosság változása | Lakosság változása | Lakosság változása | Lakosság változása | Lakosság változása | Lakosság változása | Lakosság változása | Lakosság változása | Lakosság változása | Lakosság változása | Lakosság változása | Lakosság változása | Lakosság változása | Lakosság változása | Lakosság változása |
| ------------------ | ------------------ | ------------------ | ------------------ | ------------------ | ------------------ | ------------------ | ------------------ | ------------------ | ------------------ | ------------------ | ------------------ | ------------------ | ------------------ | ------------------ | ------------------ |
| 1857               | 1869               | 1880               | 1890               | 1900               | 1910               | 1921               | 1931               | 1948               | 1953               | 1961               | 1971               | 1981               | 1991               | 2001               | 2011               |
| 2.630              | 4.645              | 5.977              | 6.614              | 7.538              | 8.530              | 9.301              | 11.860             | 13.293             | 19.238             | 26.647             | 38.458             | 43.494             | 45.792             | 36.785             | 33.322             |

## Kultúra
Sziszeken az első horvát nyelvű színházi előadást a Nagy Káptalan (ma püspökség) épületében rendezték 1839. október 2-án. Az előadott darab az első horvát što dialektusban megírt színmű Ivan Kukuljević Sakcinski Juraj és Sofija, avagy A török Sziszek alatt című drámai műve volt. Addig a színházi előadások német vagy magyar nyelven folytak.
Ma Sziszeken számos kulturális intézmény működik:
A kultúrház négy kulturális területnek is otthont ad, ezek a színház és zene, a könyv, kiállítások és a filmművészet. 
A városi múzeum abban az utcában áll, ahol egykor Karas mester műhelye volt, ahol egykor Josip Broz Tito is tanulta a lakatos mesterséget. A múzeumban ma őskori, ókori, kora középkori régészeti gyűjtemény, numizmatikai gyűjtemény, középkori, újkori és 20. századi történeti gyűjtemény található. A múzeumhoz tartozik még a vár, a Nagy Káptalan. A vár idegenvezetővel is látogatható. Rendszeresen szerveznek tematikus kiállításokat és előadásokat. Saját kiadványaik vannak.
A Fran Lhotka nevét viselő zeneiskolát 1894. június 28-án alapították. A II. világháborút követően 1848-ban újranyitották. 1967 óta az egykori zsinagóga épületében működik. 
A táncstúdiót a kultúrház épületében alapították 1979-ben Jasminka Petek Krapljan vezetésével. Számos nemzetközi fesztiválon és találkozón felléptek már szerte Európában és Indiában is. 
A „Daskalište” nevű alternatív kulturális központban működik 1976 óta a D.A.S.K.A színház, akik nemzetközi ismertségre tettek szert kutató, kísérletező előadásaikkal. Ez az intézmény gyermekek és fiatalok színészeti irányú nevelésével is foglalkozik. 
Az intézmények mellett városban néhány művész is tevékenykedik még. Itt alkot Slavko Striegl akadémiai festőművész, akinek saját galériájában látható kiállítása. 
1995-től működik a „The Bambi Molesters” nevű csapat, mely garage és surf zenét játszik és már figyelemreméltó sikert ért el. 
1999 óta rendezik meg a városban a „Maslačak” gyermek színházi fesztivált. 
Az „Ars Organi Sisciae” orgonafesztivál 2007 óta kerül megrendezésre.

## Sport
Sziszek városában hagyományosan aktív sportélet zajlik, több olyan sportág is van, melynek első eseményét országos szinten, vagy Európának ezen a részén itt szervezték meg. Közülük kiemelkedik a lovassport. Az első lóversenyt a városnak ma már a városmaghoz tartozó Galdovo nevű városrészén rendezték meg.
A város neve az első hivatalos jégkorong és birkózó mérkőzéssel is kapcsolatba hozható, de itt alapították meg az ország első labdarúgó klubját is, mely ma is sikeresen működik. A Segesta Sisakot 1906-ban alapították és hosszú története során megjárta már szinte valamennyi horvát labdarúgó ligát. 1992 és 1997 között a horvát első osztályú bajnokságban szerepelt, 1997-től pedig a HNL második és a harmadik osztályában vitézkedik. A Segesta mellett a városnak még két labdarúgó klubja van, az NK Frankopan és az NK Metalac. A helyi romák szervezték meg az RNK Roma Sisakot. 
A labdarúgás mellett a város büszke lehet 1908-ban alapított sakk szakosztályra, de országosan ismertek az itteni teke, búvár, kosárlabda, vízilabda, jégkorong, baseball, rögbi és harci sportokat űző csapatai is.  
A Metalac sportklubot 1982-ben alapították, jelenleg röplabda, kézilabda, teke, asztalitenisz, labdarúgó és sporthorgász szakosztályai működnek. 
2003-ban alapították az RK Siscia kézilabdaklubot, mely a HRL harmadik ligájából indulva 2007-re az első ligába küzdötte fel magát, így a város legsikeresebb csapata lett. 
A város jelentősebb sportlétesítményei a „Sisak” sport és rekreációs központ, a városi futballstadion, a fedett uszoda, a jégpálya, a négysávos automata tekepálya, a Metalac focipálya, a „Brezovica” sportcsarnok, valamint a „Silax” sportvállalat sportpályái.

## Oktatás
Elemi iskolák:
- OŠ Braća Radić
- OŠ Ivan Kukuljević Sakcinski;
- OŠ 22. lipnja;
- OŠ Viktorovac;
- OŠ Braća Bobetko;
- OŠ Braća Ribar;
- OŠ Galdovo;
- OŠ Sela;
- OŠ Dragutin Tadijanović;
- OŠ Gornje Komarevo;
- OŠ Tišina Kaptolska;
- OŠ Budaševo-Topolovac-Gušće;
- OŠ Žabno;

Középiskolák:
- Sisak gimnázium;
- Sisak magángimnázium;
- Közgazdasági szakközépiskola Sisak;
- Műszaki szakközépiskola Sisak;
- Ipari szakképző iskola Sisak;
- Ipari iskola Sisak;
- Vendéglátó és kereskedelmi szakközépiskola Sisak;
- Egészségügyi szakközépiskola Sisak;

Felsőfokú képzés:
- üzemgazdaság (Zágrábi egyetem gazdaságtudományi kar);
- alkalmazott informatikai technológia (Varasdi egyetem szervezési és informatikai kar)
- Fémipari kar Sziszek;
- Szervezési és informatikai kar Sisak Novi;
- Műszaki kar Sziszek;

## Nevezetességei
- Sziszek várát[11] (Stari grad) a 16. században a zágrábi káptalan építtette. A vár a történelmi Magyar Királyság területén is szokatlan módon háromszög alaprajzú, sarkain kerek tornyokkal. A tervezésével megbízott olasz hadmérnökök itáliai várakról vették a mintát. A háromszög alakú erődöket a korszerű ágyúkkal felszerelt tüzérség ellen tervezték, mivel falai sokkal kisebb támadható felületet engedtek az ellenség számára. Valószínűleg Sziszek olasz tervezői is a várható heves ágyútűz miatt választották ezt a megoldást, hiszen a török tüzérség a 16. században rendkívül korszerű volt. Az 1545 és 1550 között épült erődítményt később külső várral bővítették, ennek része volt az ötszögletű kaputorony. A vár a török ostromok ellenére viszonylag jó állapotban maradt fenn, helyreállítása az 1960-as években történt. A várat ma egy mintegy két kilométer hosszú sétány köti össze a városközponttal.

- Siscia római város romjai „in situ”, azaz a feltárás helyén láthatók a plébániatemplom közelében található régészeti parkban. Legfontosabb részei a római város délnyugati falrészlete az egyik torony alapjaival a 2. század végéről és a falakon belüli horreum (gabonaraktár) 4. századi alapfalai.[12]

- A Szent Kereszt felmagasztalása székesegyház[13] 1756-ban épült. A Siscia régészeti park végében, a Jelačić téren áll. XVI. Benedek pápa 2009. december 5-én újraalapította a sziszeki püspökséget, ezzel a Szent Kereszt templomot székesegyház rangjára emelte.

- A Nagy és a Kiskáptalan – a zágrábi káptalan egykori kanonoki szállásai:
  - A Nagykáptalan[14] épületét 1830-ban építették klasszicista stílusban. Az épület a Jelačić téren a régi híd közelében áll. 1839-ben itt tartották az első horvát nyelvű színházi előadást. 2009-től a sziszeki püspökség székhelye.
  - A Kiskáptalan[15] a város egyik legrégibb épülete, melyet a 18. század végén építettek, ma itt működik a város turisztikai irodája. Az épület a régi hídtól mintegy ötszáz méterre áll.

- A Kiskáptalan épületének a végében található az ún. sziszeki történelmi gyűrű, ahol hét vitrinben a város történetének hét fontos időszaka van kiállítva.

- A városi múzeumban őrzik a város háromezer éves történeti emlékeit. Állandó kiállításait sokan látogatják.

- A gimnázium épületét[16] 1934-ben emelték. A telket amelyen épült a helybeli Nikola Šipuš adományozta a városnak azzal a kikötéssel, hogy oda csak iskolát építhetnek.

- A vasútállomás épülete 1861-ben készült, a vasúti forgalom egy évvel később indult meg a Zágráb-Sziszek vasútvonalon. Ez nagy jelentőségű volt a város gazdasági fejlődése szempontjából.

- A Kulpa hídja (Stari most) 1934-ben épült kőből és téglából, ma már a város egyik szimbóluma. A helyiek régi hídnak hívják, pedig már előtte is állt itt egy fahíd, melyet 1862-ben építettek a Polgárváros és a Katonaváros összekötésére. 2010-ben a hidat lezárták a nehézgépjárművek előtt.

- A Megyeháza épületét 1870-ben építették a neves helyi építész Andrija Colussi tervei szerint. Később többször bővítették, mai formáját a II. világháború utáni átépítéskor nyerte el. A két régi városrész egyesítése után itt tartották a városi tanács első ülését. Impozáns fa kapuzata van, mely felett a város régi címere látható. Ma itt található a megye közigazgatási központja.

- A város első kereskedőcsaládjai a Monarchia más részeiből érkezett zsidók voltak. Ők építtették fel 1862 és 1890 között a városi zsinagógát.[17] Az épület a II. világháború után elveszítette eredeti funkcióját és zeneiskolává alakították át, mely ma is itt működik.

- A régi városmag barokk és szecessziós kereskedőházai és palotái. Közülük említésre méltó a város népszerű első polgármesterének Franjo Lovrićnak a háza, a Lieberman kereskedőcsalád háza, Joachim Welenreiter kereskedő háza, Grga Tuškan országgyűlési képviselő háza és Slavo Striegl festőművész szülőháza.

- A gabonaraktár épülete 1765-ben épült a Kulpa jobb partjára, forgalomba helyezése még az év végén, vagy a következő év első felében történt. A város egyik első épülete volt. Felépülte akkoriban rendkívüli hatással volt a helyi kereskedelem és a folyami hajózás fejlődésére. Ezután rendezték a Kulpa medrét is. A város ezt követően Északnyugat-Horvátország egyik legjelentősebb közforgalmi és kereskedelmi központja lett.

- Az osztrák-magyar laktanya[18] épületét a 19. században építették, ma használaton kívül áll.

- A Kulpamenti sétány helyén a 18. században még a kikötő létesítményei álltak. Itt látható a sziszeki kikötő régi, fából készített daruja, mely ma ipartörténeti emlékként látható a Kulpa partján, ahova 1903-ban állították. A sétány ma a város társadalmi életének kedvelt helye, ahol több kávéház is található és ahonnan sokan élvezik a folyóparti panorámát.

- Az egykori  Szent Kvirin kápolnát 1670 körül építették a város mártír püspökének emlékére, aki a diocletianusi keresztényüldözés áldozata lett. A kápolna az ókori Siscia északi szélén, az egykori északi városkapu közelében állt. A régészeti feltárás szerint kápolnát fából építették és kőlapokkal fedték. Körülötte volta város régi temetője, melyet az 1940-es évekig használtak.

- A Viktorovac-dombon, parkosított környezetben található a Szűz Mária Látogatása (Sarlós Boldogasszony) -templom.[19] Már a 16. század közepén állt templomépület ezen a helyen. A fából készült kápolnát számos rézmetszeten ábrázolták a 16. és 17. században. A régi fából készült kápolna helyén 1876-ban új falazott templomot építettek historikus stílusban. Egyhajós, megközelítőleg négyszögletes alaprajzú építmény volt, a nyugati oldalon három kisebb helyiséggel, amelyek felett a harangtorony található. A déli, keleti és északi oldalon három, rizalitként kiemelkedő homlokzat található. Mindegyik homlokzaton három keskeny és hosszúkás félköríves nyílás található, amelyek két ablakot és egy bejáratot képeznek. A belső tér a neoklasszicista egyszerűséget és a tisztaságot árasztja, míg a homlokzatokon a neoromán stílus kifejezett vonásai fedezhetők fel. A régi fa kápolnából származó főoltár nem volt arányban az új nagyobb templommal, így tíz évvel később, 1885-ben Topuszkából megvásárolták a Sarlós Boldogasszony főoltárt. A templom nyugati homlokzatán 1907-ben a Lourdes -barlangot építettek. A második világháború idején a templom súlyosan megrongálódott, különösen 1944-ben, amikor a bombázás során a tető jelentősen megrongálódott, a tornyot pedig lerombolták. 1952-ben a templomot részben újjáépítették. A két méterrel alacsonyabb harangtornyot ideiglenesen toronysisak nélkül fedték be. 1960-ban és 1961-ben a templomot újjáépítették, egyúttal új plébániát alapítottak. Végül azonban túl kicsinek bizonyult az egyházközség igényeihez, ezért 1994-ben döntés született egy nagyobb plébániatemplom építéséről új plébániai központtal. Így a viktorovaci templomot a temető közelsége miatt az utóbbi időben inkább temetőkápolnaként használják.

- A Száva jobb partján található a Lonja-mező Nemzeti Park. A Száva árterületének rendkívül gazdag flórája és faunája látható itt.

## Galéria

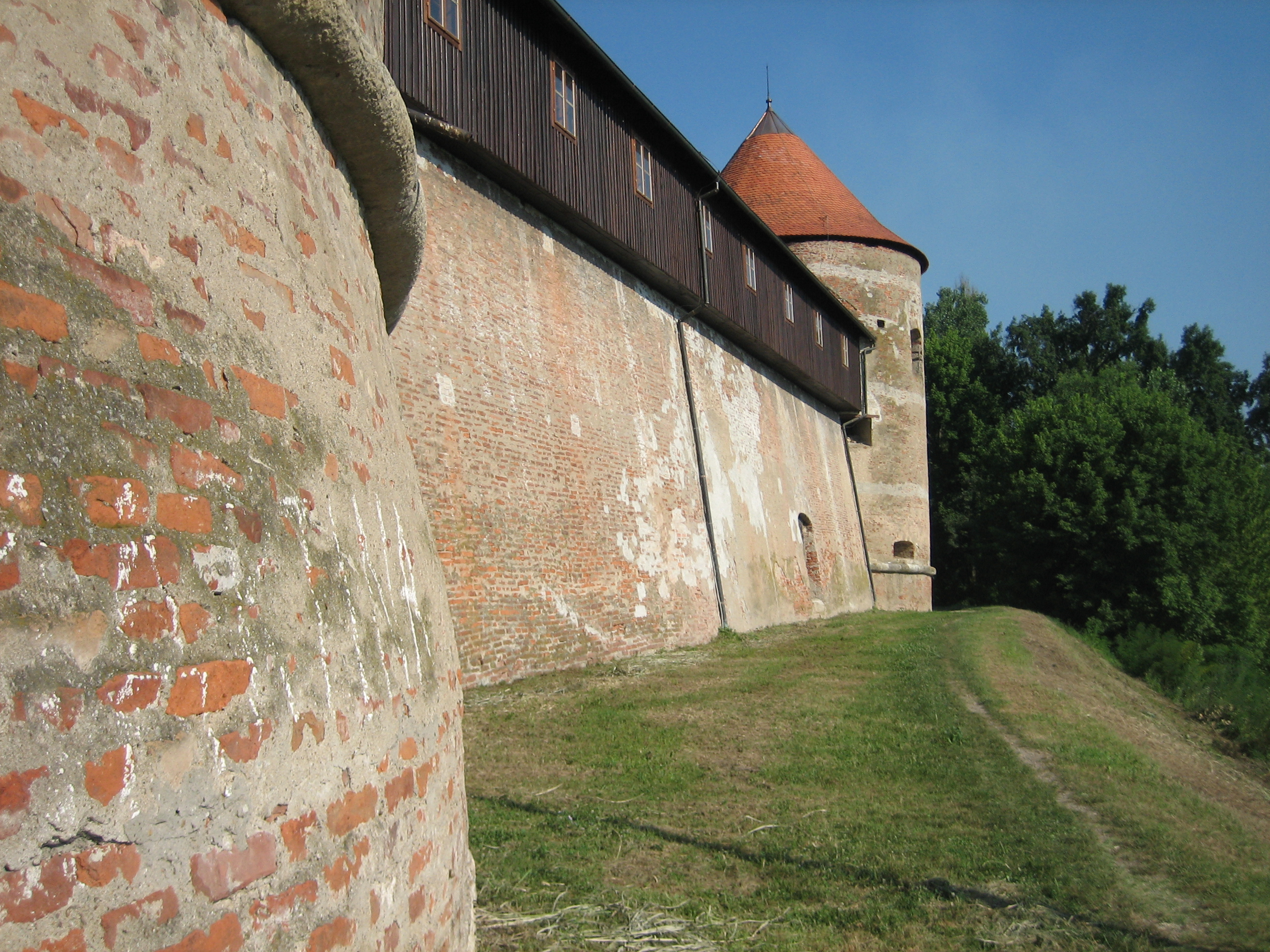
Sziszek várának falai
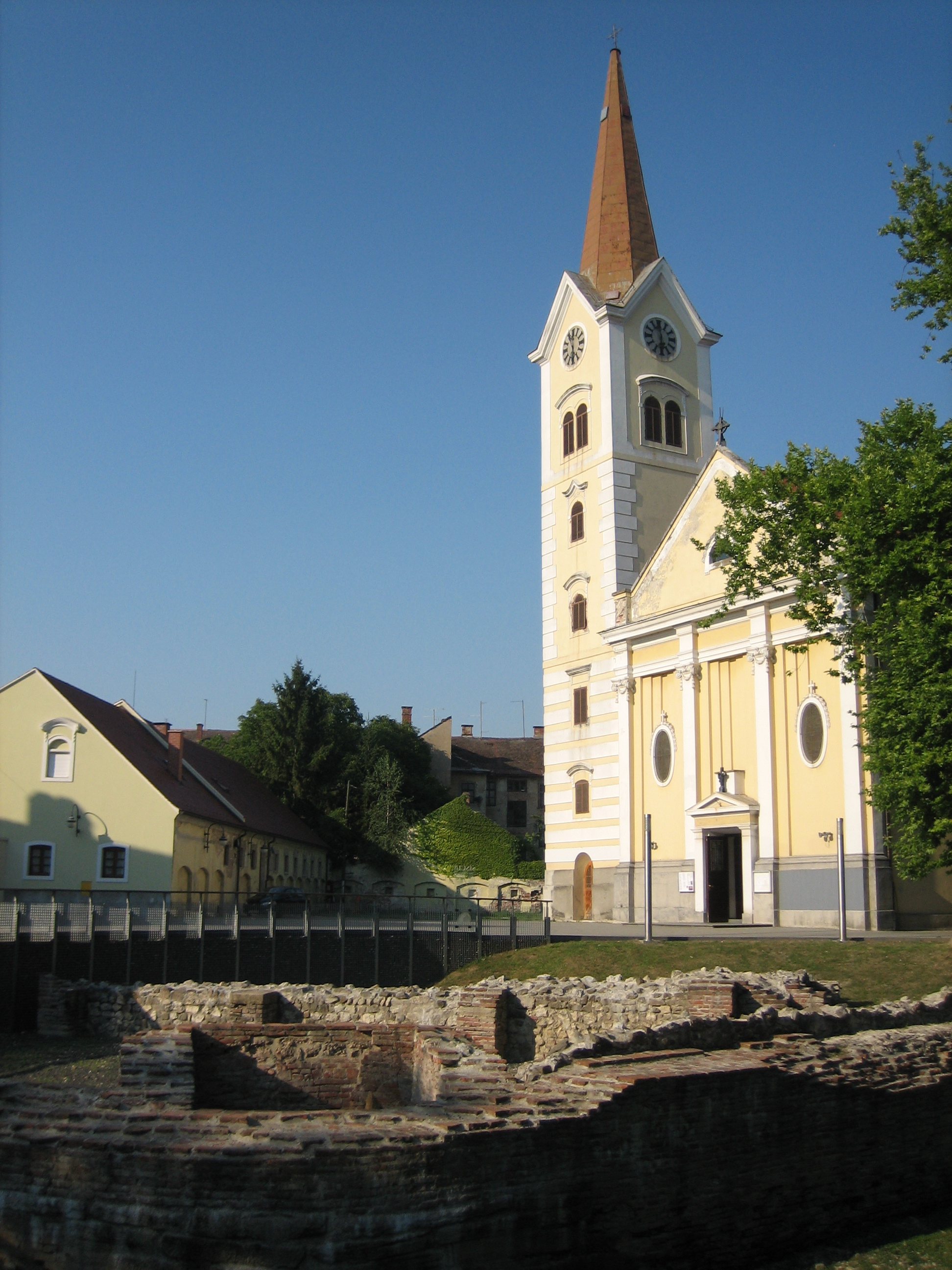
A Szent Kereszt felmagasztalása székesegyház
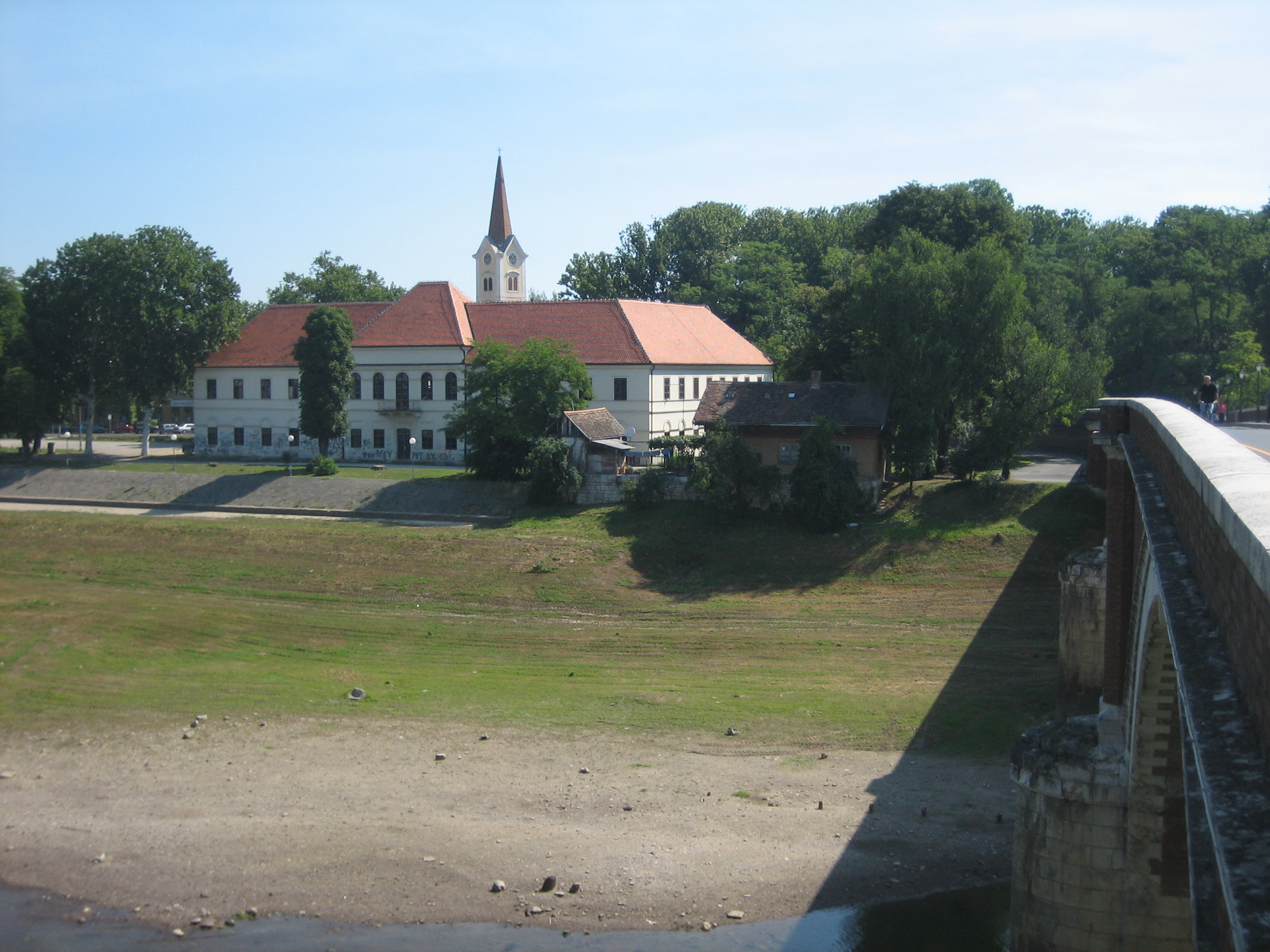
A „Veliki Kaptol“ (Nagy káptalan) épülete a régi híd közelében
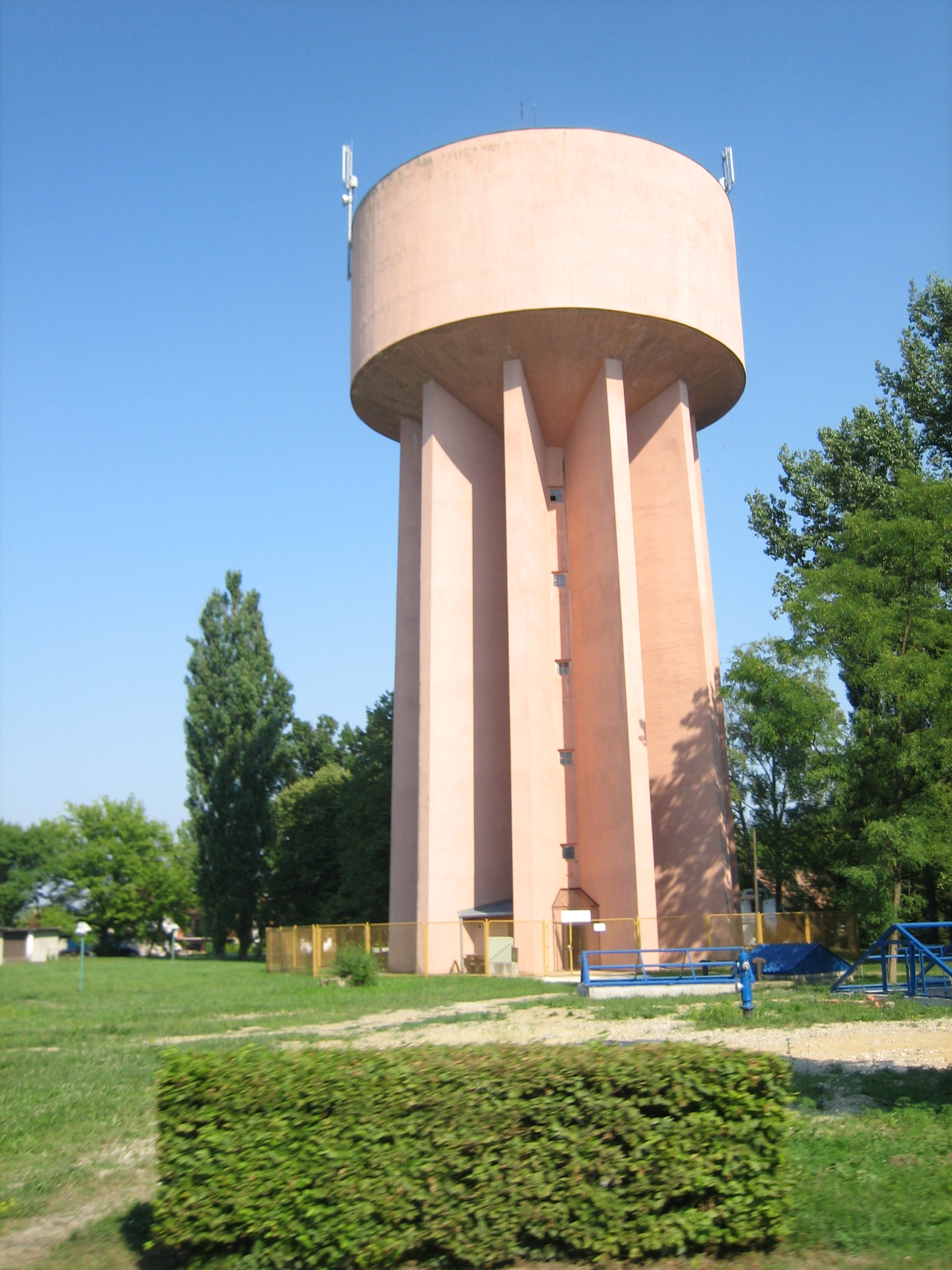
A viktorovaci víztorony
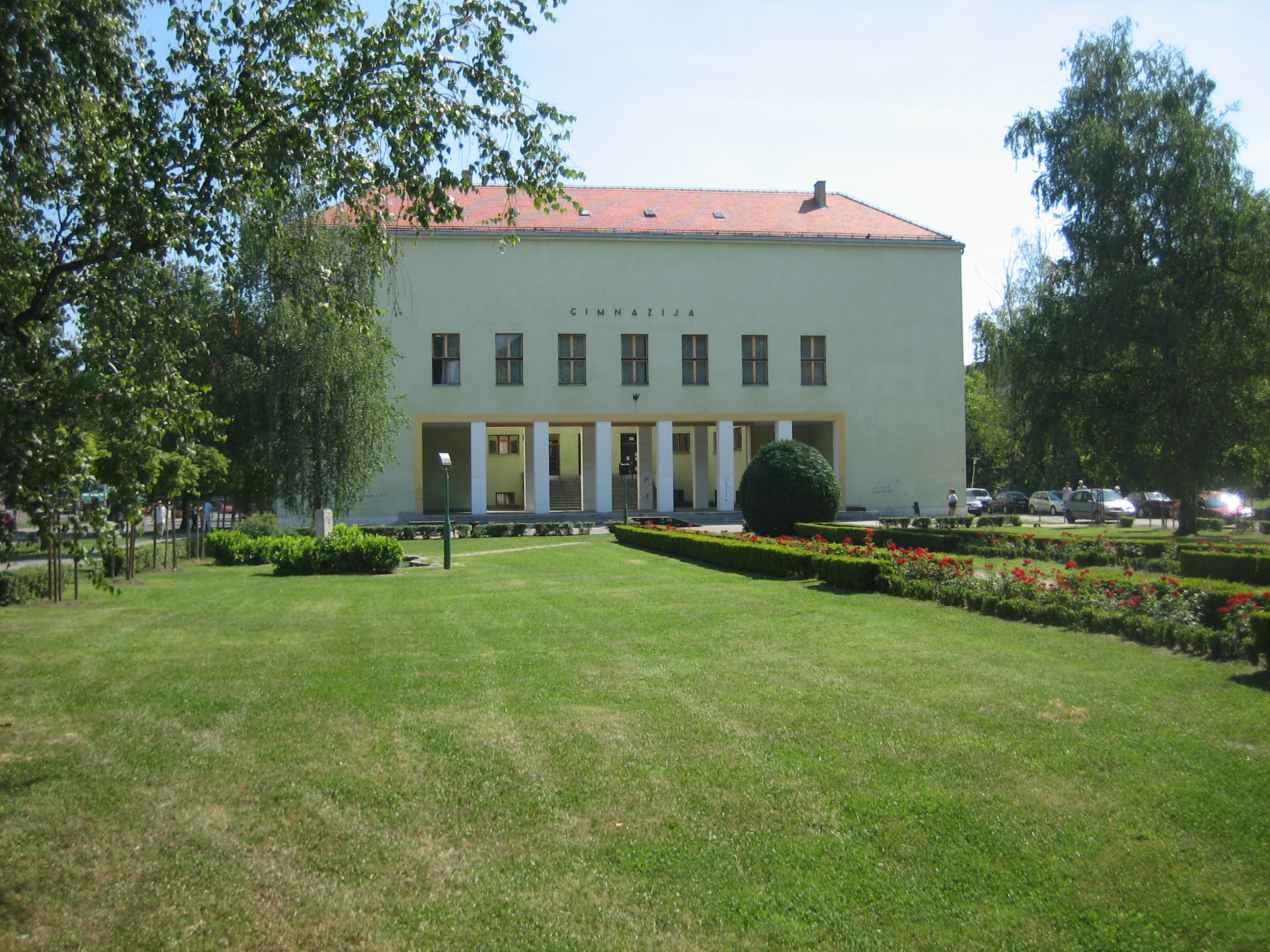
A gimnázium épülete
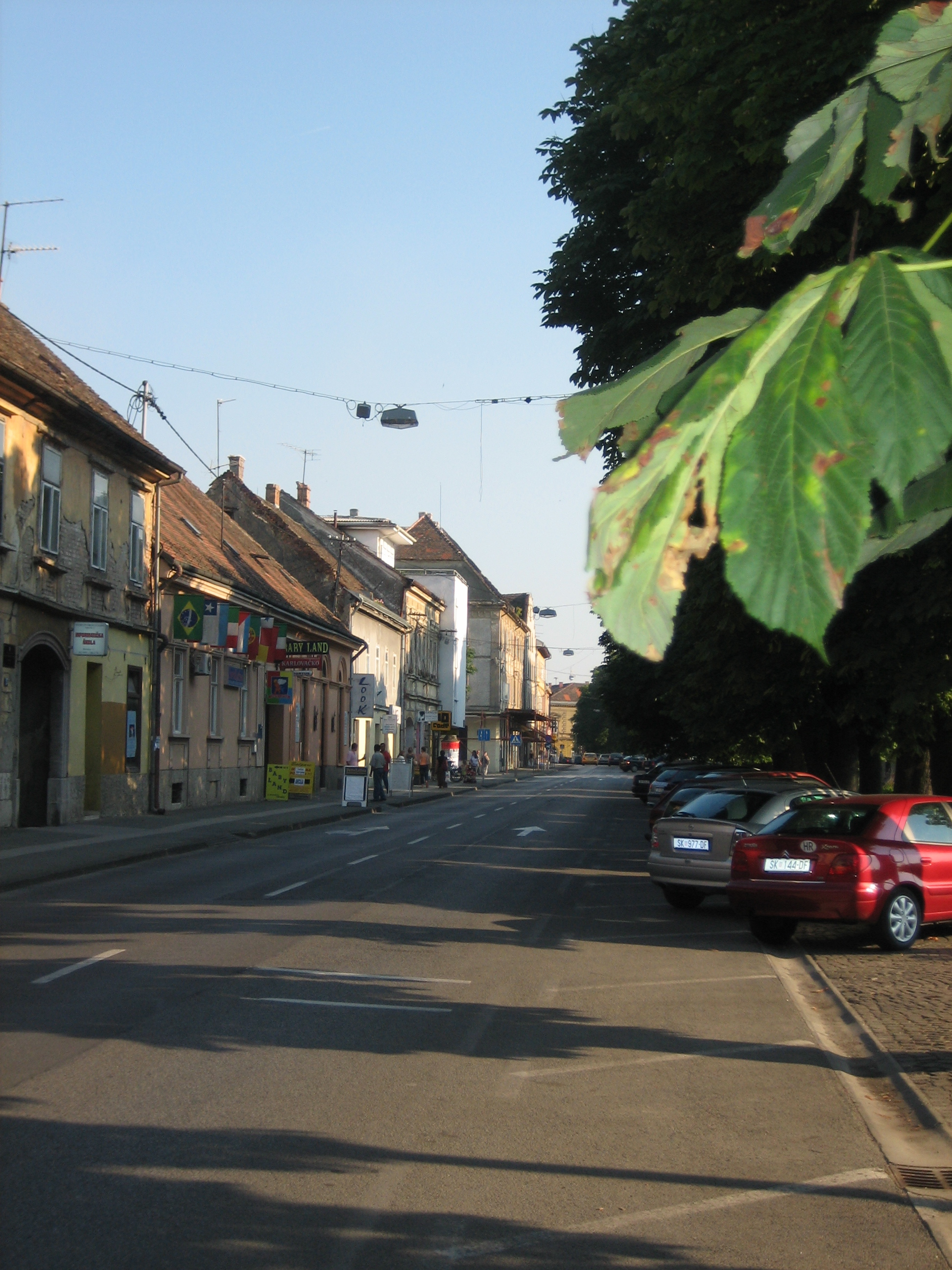
Belvárosi részlet – a Rimska utca
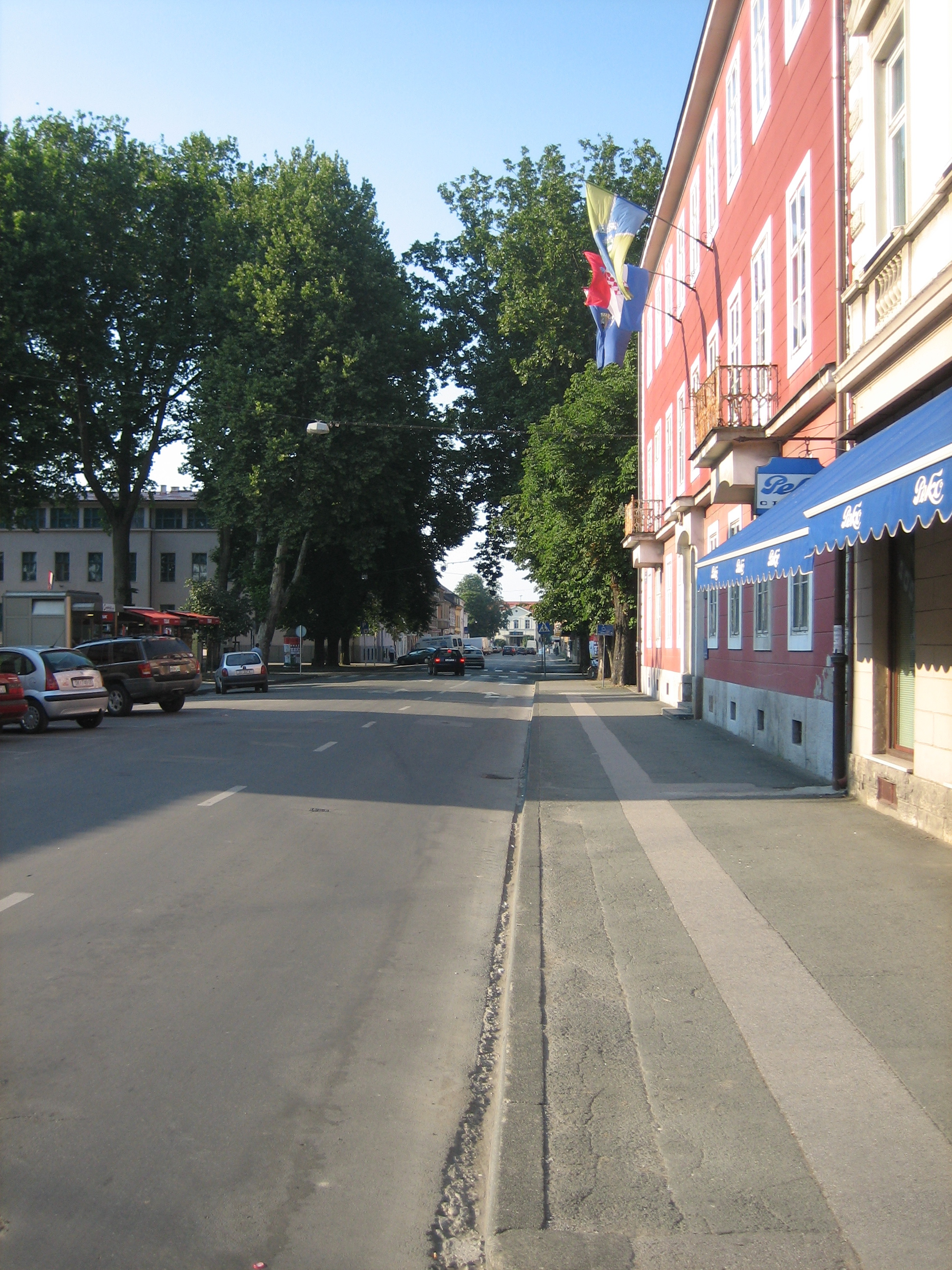
Belváros – a Stjepan és Antun Radić utca
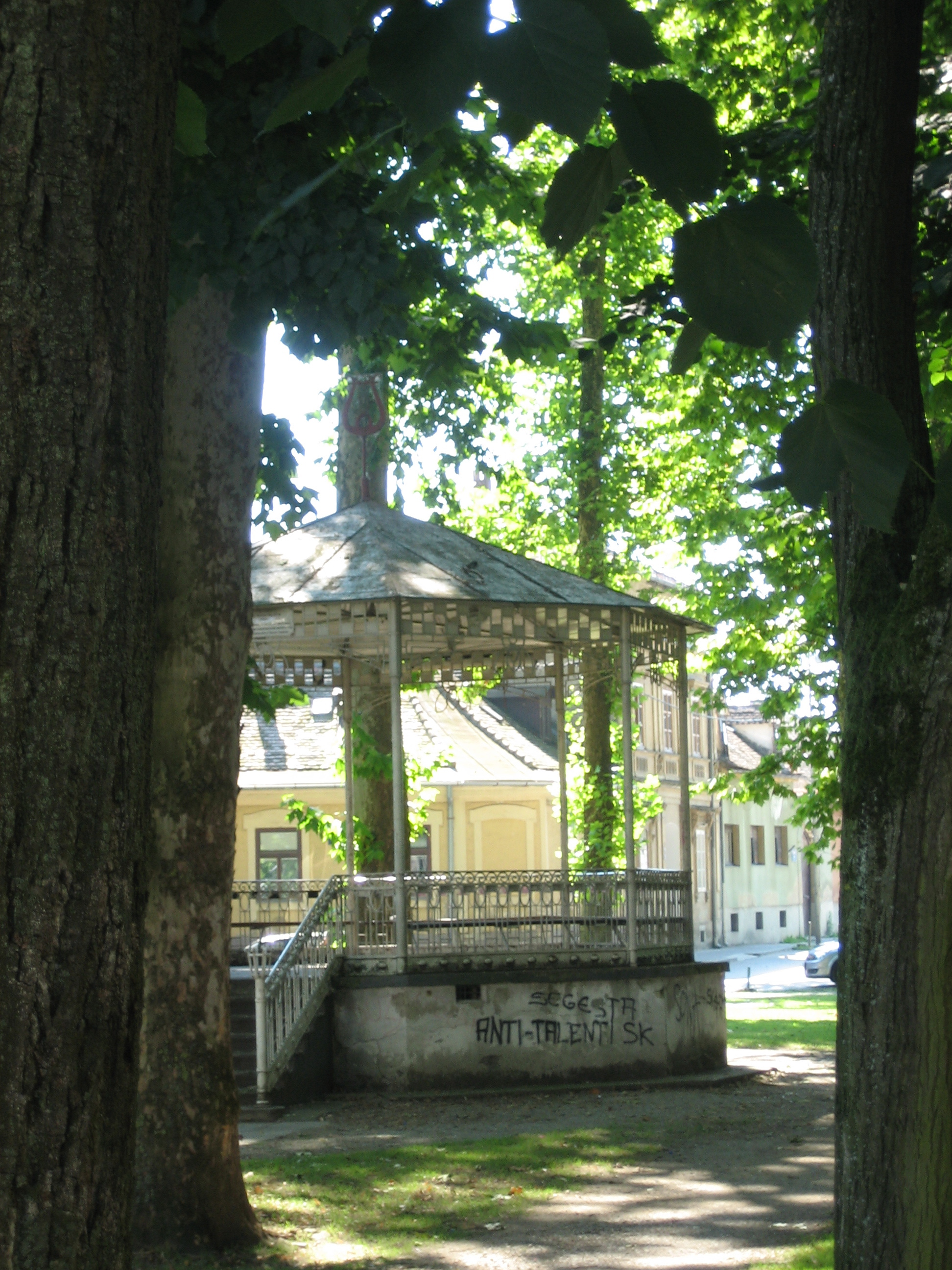
Zenepavilon a Vladimir Nazor sétányon
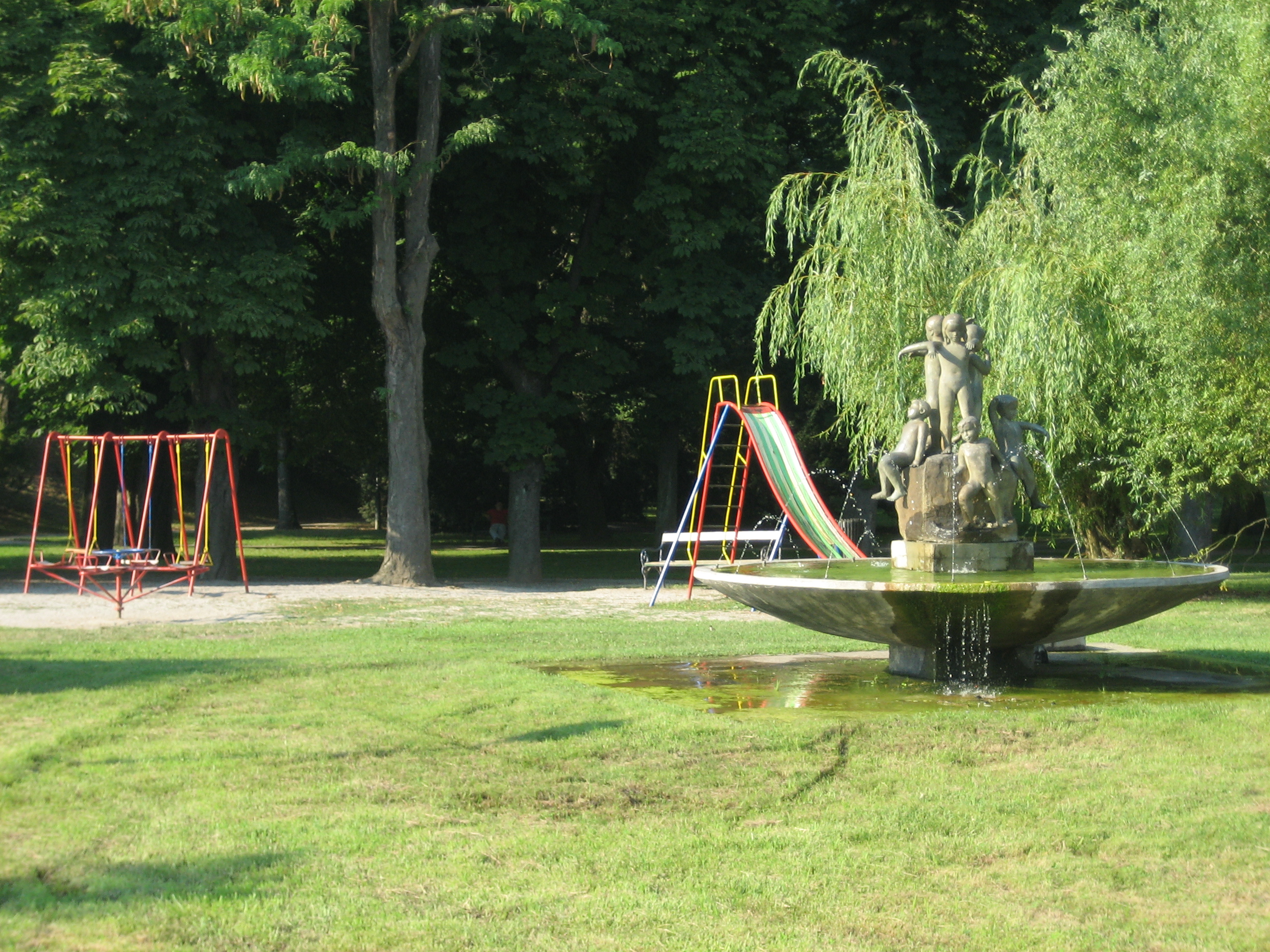
A gyermek koncentrációs tábor áldozatainak emlékműve
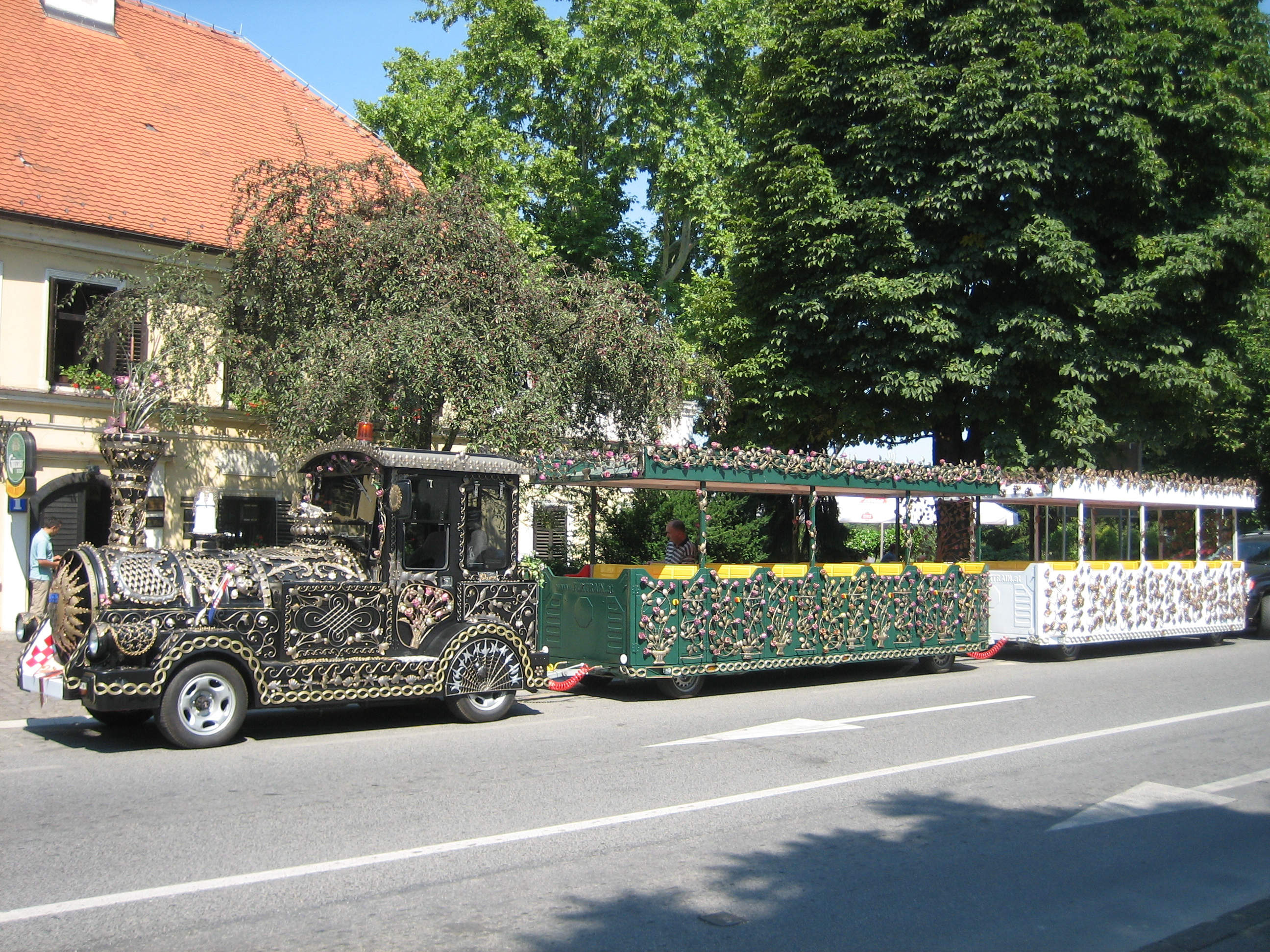
Turistavonat a belvárosban
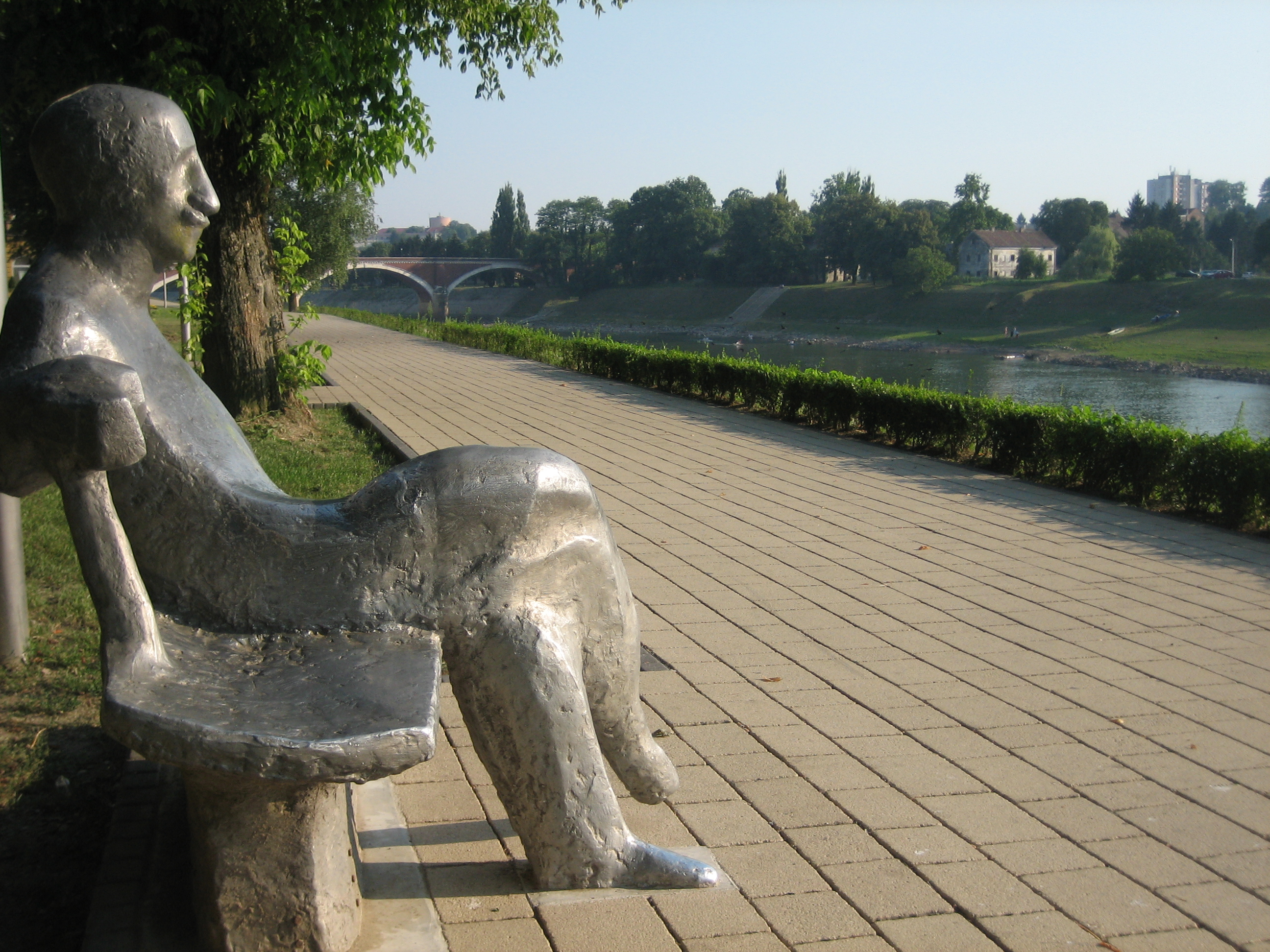
A. G. Matoš költő szobra a Kulpamenti sétányon
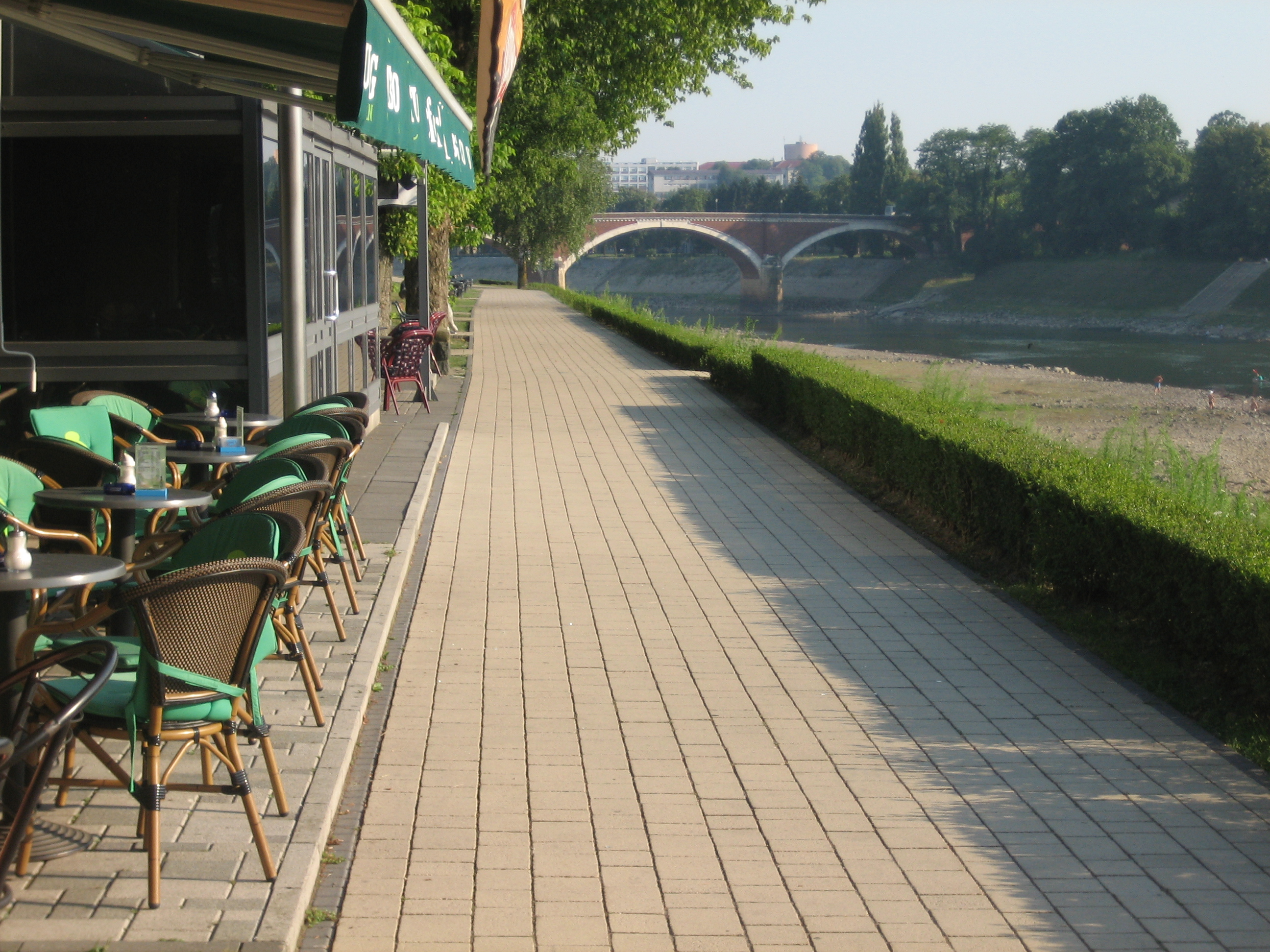
Kávézó a Kulpamenti sétányon
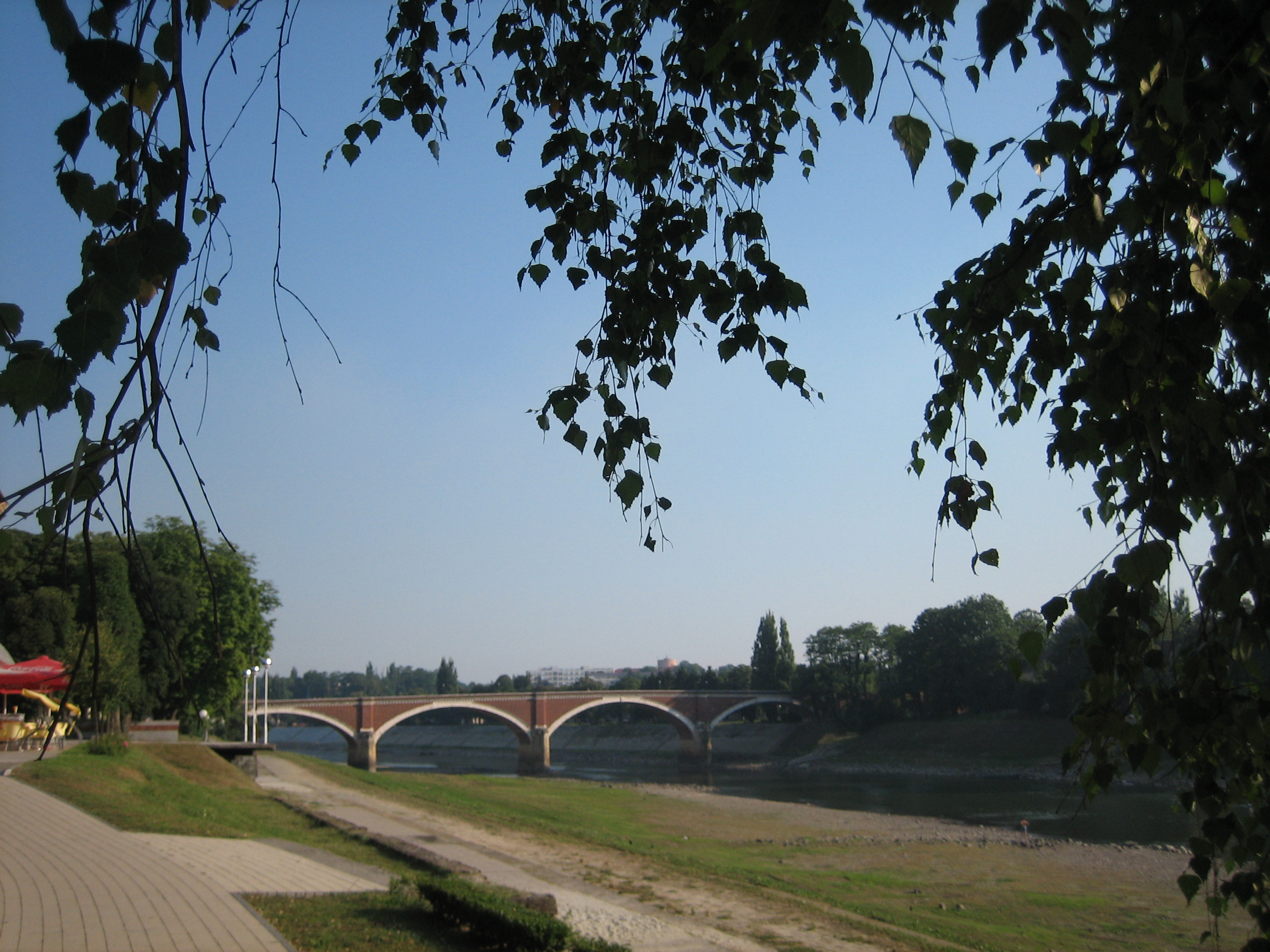
A régi híd látképe a sétánnyal
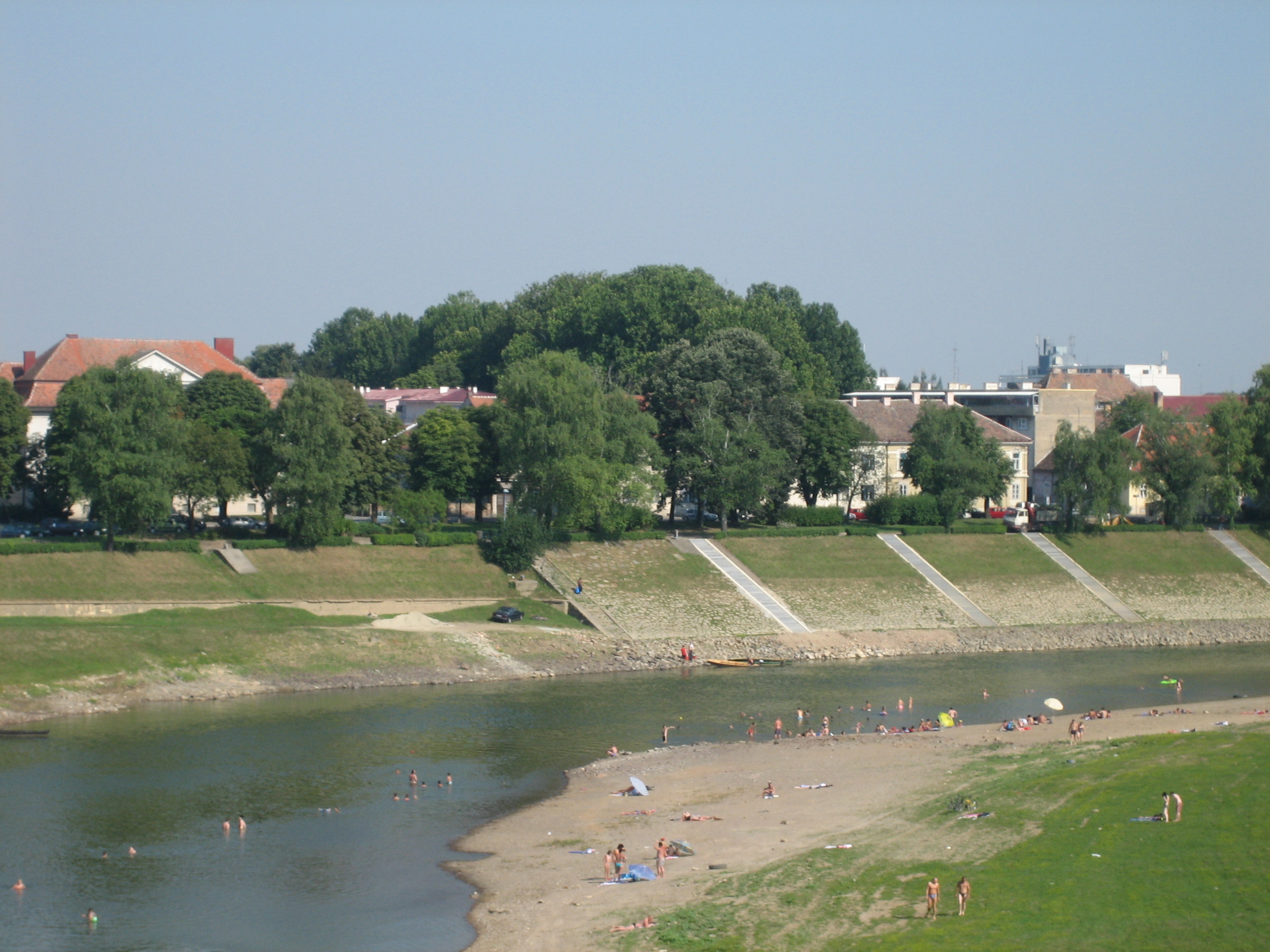
Alkalmi strand a Kulpa partján
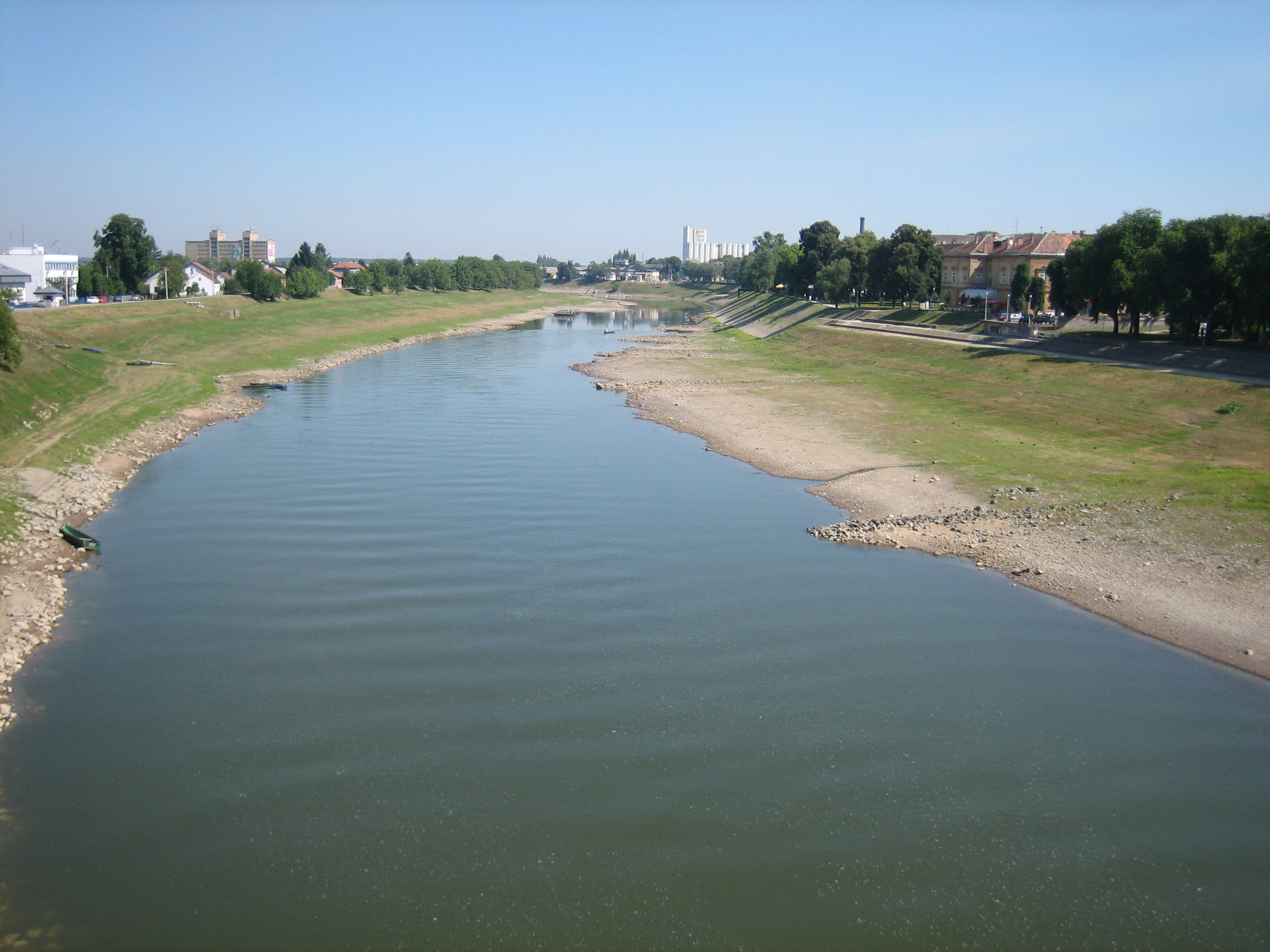
A Kulpa a város központjánál
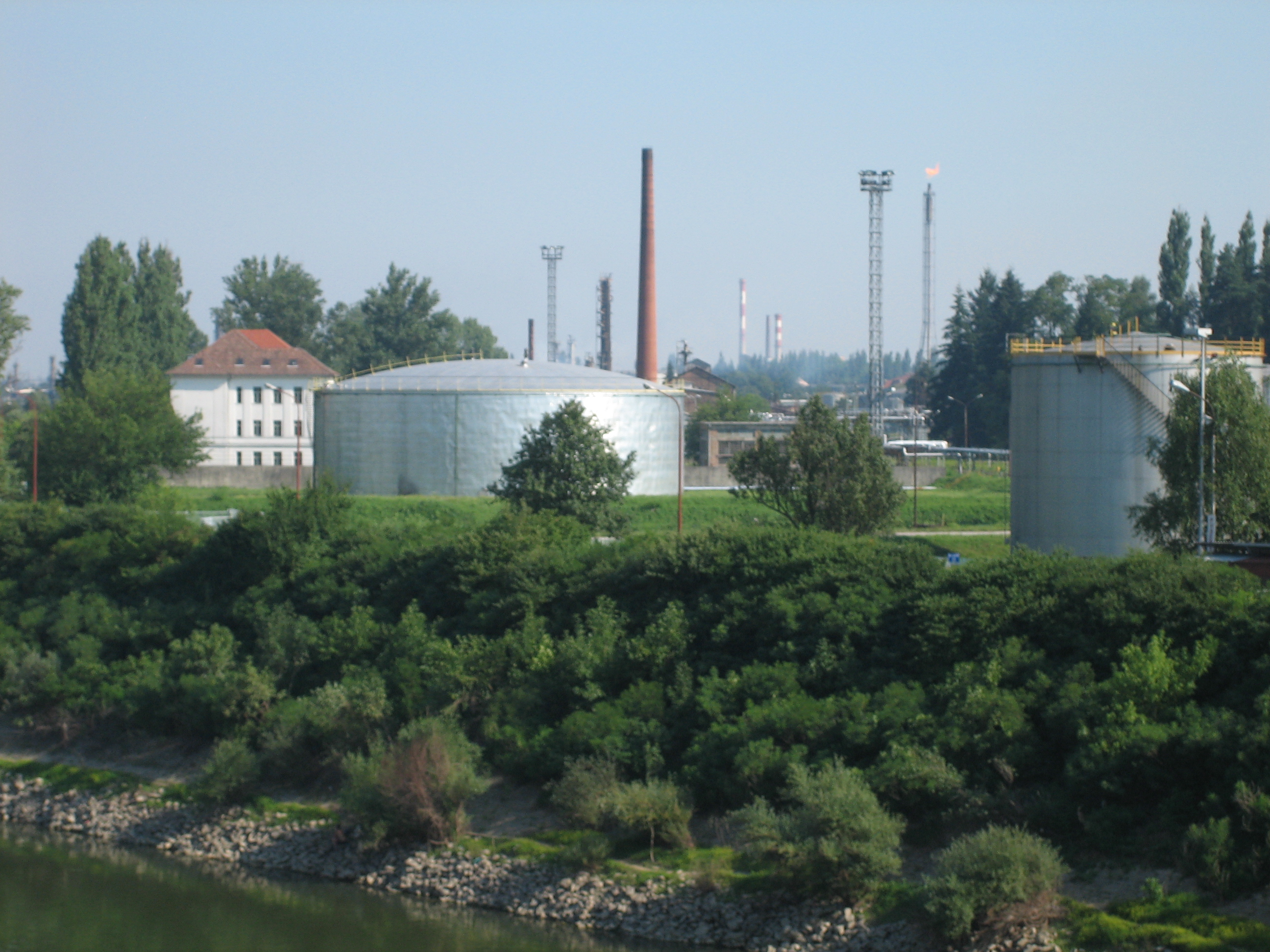
A kőolajfinomító üzem épületei

## Fordítás
Ez a szócikk részben vagy egészben  a   Sisak című horvát Wikipédia-szócikk ezen változatának fordításán alapul.  Az eredeti cikk szerkesztőit annak laptörténete sorolja fel. Ez a jelzés csupán a megfogalmazás eredetét és a szerzői jogokat jelzi, nem szolgál a cikkben szereplő információk forrásmegjelöléseként.